# DAM (カラオケ)

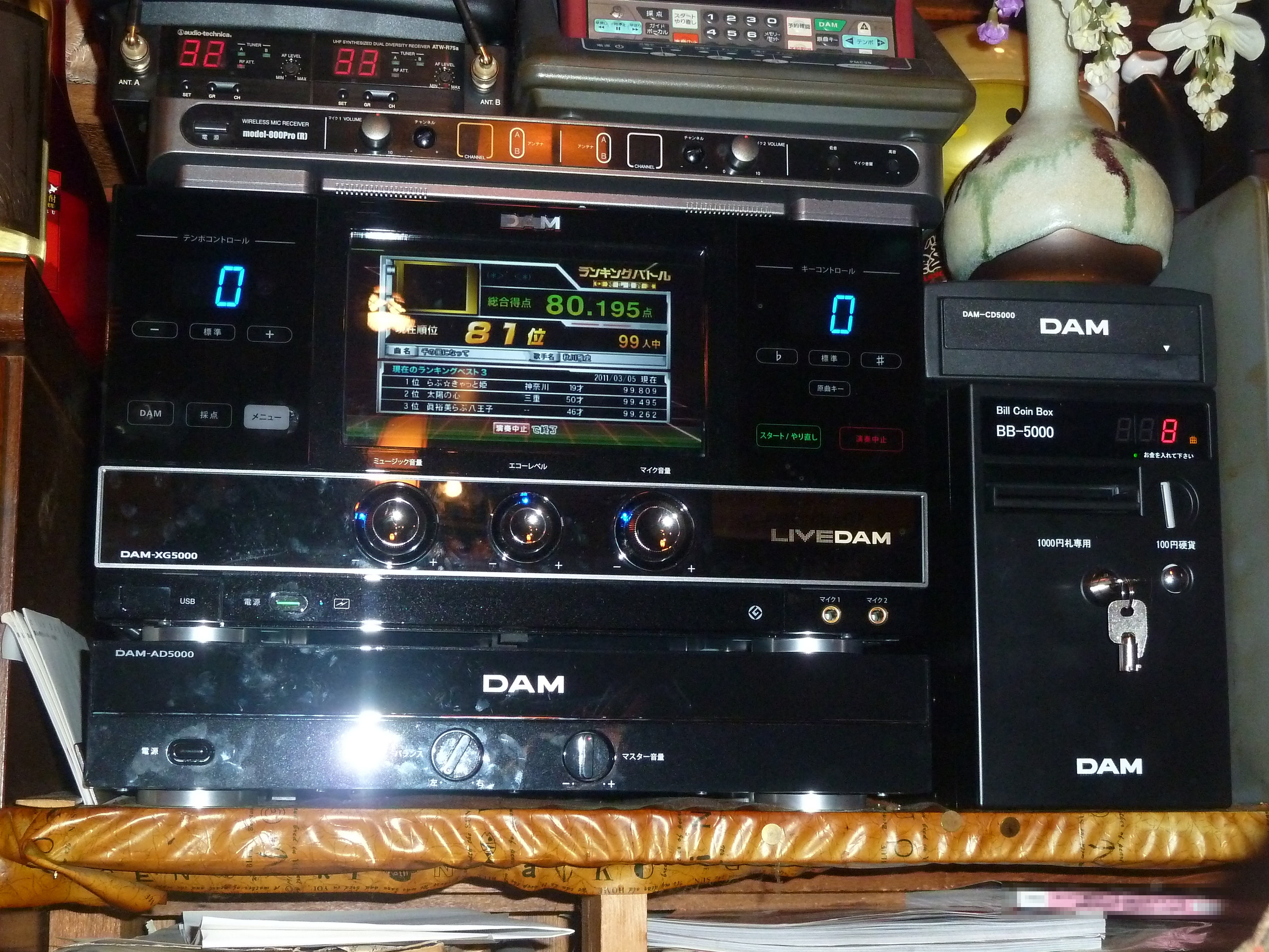
スナックに設置されたDAMのセット（DAM-XG5000・付属機器を含む）

DAM（ダム、Daiichikosho Amusement Multimedia）は、第一興商が運用する業務用通信カラオケシリーズのブランド。エクシングの通信カラオケ「JOYSOUND」とカラオケ市場を二分している。
「音楽や歌で世の中を元気にしたい」という思いから、応援の意思を込めたスローガン「Sing for Smile うたって元気だしてこー!」を掲げている。

## 概説
1994年4月発売。通信カラオケとしては比較的後発であるが、1996年3月までに業界シェア首位の地位を確立し、それ以降現在まで一貫して業界首位である。
JOYSOUNDやUGAなどの他機種に比べて洋楽の配信数が多いのが特徴であるが、全体の配信曲数では少なく、特定ジャンルやマイナー楽曲には若干弱い面もある。それでも2025年4月時点で、最新機種の「LIVE DAM WAO!」及び「LIVE DAM Ai」シリーズで約34万曲強が配信され、JOYSOUNDが得意とする東方Projectの楽曲を原作としたアレンジ曲、ボーカロイド曲の拡充も進んでおり、前述の「LIVE DAM Ai」では当機種で初収録された特定アーティストの既存楽曲（「LIVE DAM STADIUM」以前でも収録されなかった楽曲等がこれに該当）の拡充も図られている。
2010年（平成22年）8月31日をもってISDN回線経由での配信サービスを終了、ISDN回線ではセンター接続・楽曲演奏などの全サービスが受けられなくなった。ISDN回線で利用していた顧客が再びDAMを利用するためには、ブロードバンドまたはアナログ回線への変更が必要となる。

## 商品

### 業務用カラオケ

#### DAMシリーズ
DAM（ダム）シリーズ。型番は6400番台（G128を除く）。1994年発売、2013年サービス終了（使用不可）。
DAM-6400
1994年4月発売。第一興商が最初に発売した業務用通信カラオケシステムで、シリーズの原点である。「無印DAM」とも呼ばれる。
電子楽器を使用した64和音と肉声バックコーラス、背景にはVCD動画を採用。
DAM-P1200（楽曲プレーヤー）とDAM-P6060（背景動画プレーヤー）のセットか、DAM-P3600（楽曲+背景動画プレーヤー）をSCSIで接続する必要がある。またDAM-P6060はVCDが5枚までしかインストールできないため背景動画が貧弱であった。
DAM-P6060、DAM-6400IIでは、DAM-P6070Uを用いてさらに5枚ディスクを追加することもできた。
DAM-P3600は、別個だった楽曲プレーヤーと背景動画プレーヤーを統合し、標準で最大36枚のVCDを扱えるようになった。
ボイスエフェクトや採点機能を使うためには、ボイスアダプター（DAM-VA100かDAM-VA200）を接続する必要があった。さらにミキシングアンプ（他社製でも可）を着ける必要があるため、通信カラオケとはいえ場所を取った。そのためDAM-G50シリーズといったコンパクトな機種への変更を行う店舗が多くみられた。
リクエスト受付・予約・演奏開始時に、画面上の中央に曲名、右下に作詞・作曲・編曲等が表示される仕様は、現行（最新）機種まで引き継がれている。
DAM-6400II
1995年発売。新ボイスエフェクト「ハモルン」「ダブリン」に対応。
「ハモルン」「ダブリン」には、オプションのボイスアダプターDAM-VA200が必要となる。「ハモルン」「ダブリン」を過度に使用すると外部機械に異常が発生し、採点ができなくなることが多々あった。
DAM-6400III
1998年発売。スタンダードDAM-6400シリーズの最終型となった。
デザインを一新して前面からハードディスクの換装を可能にしメンテナンス性を向上。しかしそれ以外は無印・IIに比べてこれと言って特筆する点がなく、逆に入出力系統が貧弱になったことで利便性が格段に悪くなった。さらに同業他社の多曲化や映像の強化が進んだことで、それに対抗しうる新機種（後のDAM-G128となる）の開発が急務となったことで短命に終わった。
- なお、ポルノグラフィティの「アゲハ蝶」など一部の楽曲はDAM-6400シリーズ用に短くカットされ、本来の曲の長さ（フルコーラス）の2/3程度でフェードアウトされて終了する。設定による「2コーラスフェードアウト」と違って配信データそのものが削られており、DAM-6400シリーズの配信寿命を延ばす措置のひとつとされる。
- DAM-6400シリーズについては、配信曲の厳選・データ削減（先述）、一部コンテンツ廃止といった「技術的な延命措置」が取られたが、仕様上の管理曲数（ディスク容量）が限界に達したことから、DAM-6400と6400IIは2006年9月1日、DAM-6400IIIは2008年9月25日をもって新曲配信を終了。カラオケサービスはいずれも2013年1月31日をもって終了し使用不可能となった。

DAM-G128
1998年発売。DVD対応・音源性能向上など先代6400シリーズから大幅に機能強化、DAMの業界トップの座がより固いものとなった。
DAM-6400シリーズの全楽曲が選択可能。
新音源は744音色（トーン）を搭載し、最大同時発音数128和音に対応した。型番のG128はこれに由来する。
一部曲のみ新音源専用楽曲も追加され「REAL128」と表示された（現在の「良音」）。この音源はcyber DAMシリーズ以降の機種でも使用されており（G30・G70・Party DAM Vを除く）、DAMシリーズのMIDI音源の完成形といえる。
動画はDVDを採用し、一部の曲は演奏中に本人出演映像が表示される。本人出演映像・PVの数は、DAMシリーズで3番目に多い2,826本にのぼる。主に第一興商のLDカラオケソフト「LPCシリーズ」からの移植で、この機種でしか見ることのできない映像も多い。
また、G128向けに「DAM DDR」などカラオケを盛り上げる周辺機器群も開発・発売された。
修理受付は2009年8月、新曲配信は2011年8月に終了。カラオケサービスは2013年1月31日をもって終了し使用不可能となった。

#### cyber DAMシリーズ
cyber DAM（サイバーダム）シリーズ。型番は50番台。2000年発売、2018年サービス終了（使用不可）。DAM-6400シリーズやDAM-128の全楽曲が選択可能。
DAM-G50 / DAM-G50S (cyber DAM)
2000年10月発売。システムや楽曲はもちろん、DAM-G128以前はディスクチェンジャーからピックアップしていた動画 (BGV) データもすべてハードディスクに集約し（システムディスク20GB+BGVディスク30GB×2基=計3基・80GB）、リクエスト受付から演奏開始までのタイムラグが劇的に短縮された（公称最短3秒）。
プリアンプも本体に内蔵し、別売のパワーアンプを含めてもG128から大幅な小型化を果たした。音源の同時発音数などコマンダー部分の基本性能はG128を継承。
前面に大型FLディスプレイを搭載し、現在の演奏曲・予約曲を確認したり、CMを流すことができる。また「選曲」など機能ごとに複数あったリモコンも1台に統合した。
搭載動画とボディカラーの違いで、デイ市場（主にカラオケボックス）向けのBL（ブルー）、ナイト市場（主にスナック・ホテル）向けのRD（レッド）がある。採点などの一部コンテンツに違いがあるが、設定変更によってBL・RDの採点・コンテンツを相互に切り替えて使用できる。ボディカラーが統一されたG100以降の機種でも、デイ市場・ナイト市場仕様の相互切り替えが可能。
一部の曲には本人出演映像があるが、その数はDAMシリーズ最少の150曲前後で、さらに少なくとも2008年1月以降には、通信回線を利用した本人映像・PVの追加は行われていない。またアーティストを連想させるCDジャケット写真を表示することのできる楽曲も登場するが、こちらも対応楽曲の数は決して多いとは言えない。
本シリーズから、声量・歌唱時間・演奏時間・テンポなどの歌唱情報と、有名大学医学部やフィットネスクラブでの実験で得られた基礎データを組み合わせて消費カロリーを計算し、演奏終了（中止）後に表示する「カロリーカラオケ」機能が追加された。
修理受付はG50が2010年3月、G50Sが2010年9月をもって終了しており、両機種とも2012年9月に新曲配信終了。カラオケサービスは2017年1月末で終了し使用不可能となった。
DAM-G50II (NEW cyber DAM)
2002年10月発売。基本性能は「DAM-G50」と同じだが、堅実な機能強化がなされている。
DAMシリーズでは初めてブロードバンド回線端子 (100BASE-TX) を標準搭載。ブロードバンド回線対応によりPV映像やCMを流すことも可能で、ブロードバンド時代を見越した機種となっている。
G50では3基に分散していたシステムディスクとBGVディスクを80GBHDD1基に統合した上で、同容量HDDを2基搭載したRAID1システムを実装して耐障害性向上を図った。第一興商では同システムを障害をサービスセンターに自動報告する機能と合わせて「SAS」と命名している。

ソフトウェア面においても、G50の弱点だった本人出演映像の増強に加え、アニメ・特撮のオリジナル映像の追加が行われている。
演奏開始時の画面左上部への各種情報表示（原曲キー・ガイドボーカル対応など）や、練習向け採点機能「The うたれん」が追加された。
G50同様、デイ市場向けのBL（プラチナブルー）とナイト市場向けのRD（プレシャスレッド）の2モデルをリリース。本人映像・PVの数はブロードバンド回線で780曲前後、ナローバンド接続で500曲である。
修理受付は2011年8月、新曲配信は2013年8月に終了。カラオケサービスは2018年1月末で終了し使用不可能となった。

#### BB cyber DAMシリーズ
BB cyber DAM（ブロードバンド・サイバーダム）シリーズ。型番は100番台。2003年発売、2018年配信終了、2023年サービス終了（使用不可）。cyber DAMシリーズの全楽曲が選択可能。

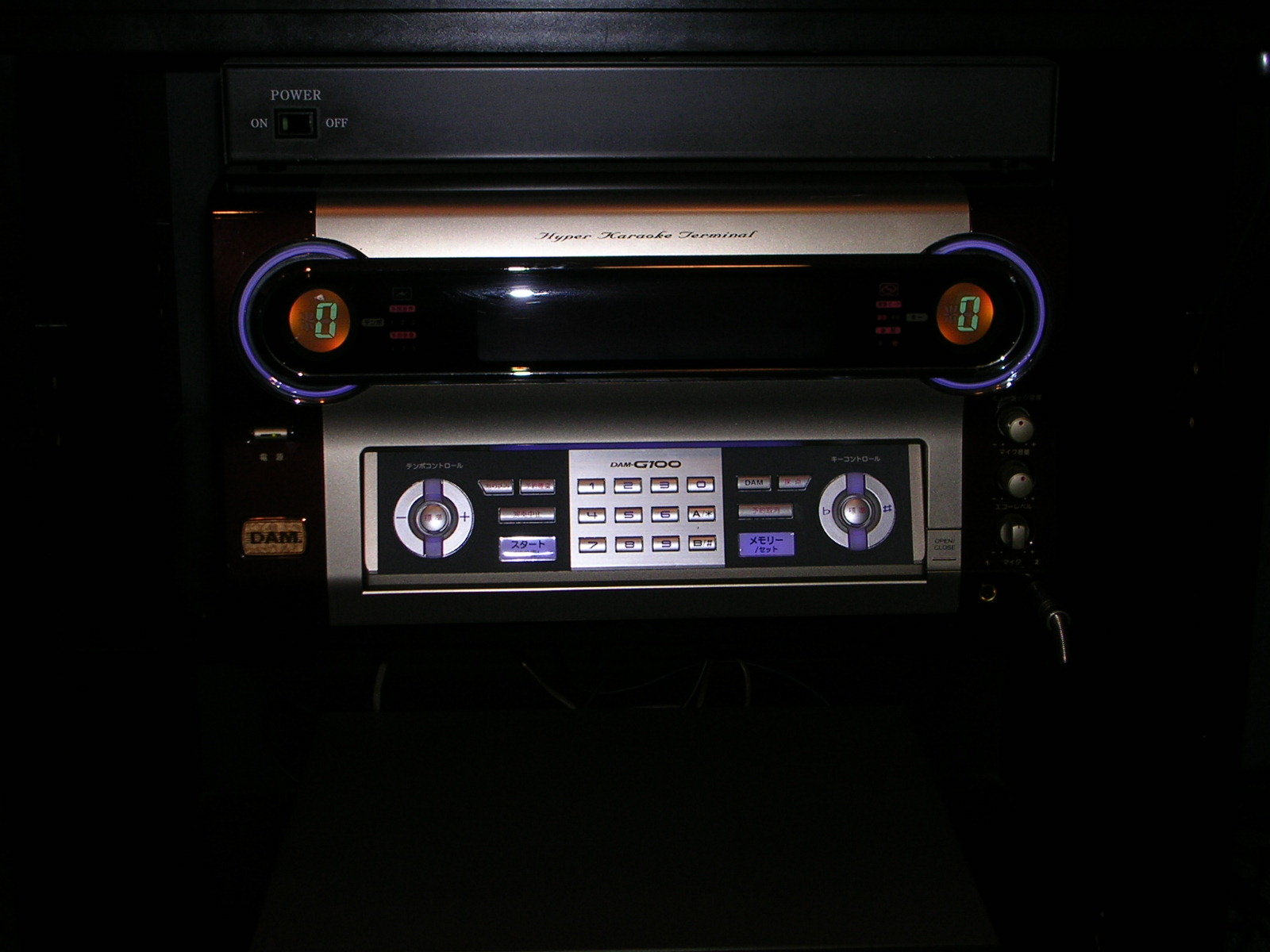
DAM-G100

DAM-G100 (BB cyber DAM)
2003年10月発売。DAM-G50II「NEW cyber DAM」をベースに大幅な機能強化を施し、ブロードバンド環境に完全対応した。
ハードディスクの大容量化（160GB×2基・RAID1により実効容量は160GB）により、本人出演映像を大幅に追加収録。また、標準搭載のブロードバンド回線端子 (100BASE-TX) と本体の性能向上によって、従来はダウンロード時間や本体の性能不足から困難であった「生音演奏」と呼ばれる実演奏音源（一部曲のみ）や動画配信が可能になり、PV映像やCMも放映されるようになった。その結果、本人映像・PVの数はブロードバンド回線で3,700曲前後、ナローバンド回線で2,400曲前後と、当時は他社の追随を許さない数となった。
その他、採点機能では新たに「精密採点」を追加。ハングル転写対応楽曲などを追加した。
ブロードバンド情報端末「DAMステーション」に対応。ランキングバトルなど、会員制サービス「club DAM MEMBERSHIP」向け各種コンテンツに対応した。
2004年度グッドデザイン賞を受賞した。
修理受付は2015年2月、2018年8月末で新譜配信終了。カラオケサービスは2023年12月で終了し使用不可能となった。
DAM-G100F1/ DAM-G100F2 (BB cyber DAM f-stage)
2005年4月発売。「f-stageシリーズ」と呼ばれる。「f」には、"flat"（平面:フラットボディ・オールインワン）・"fortissimo"（大容量:3基で1.2TB以上搭載可能なHDD）・"future"（先進的:ブロードバンド・DAMステーション対応）の意味が込められている。
本体・大型平面ディスプレイ・アンプ・スピーカー・周辺機器ラックをすべて一体化した、据置型の業務用通信カラオケシステムとしては業界初となるオールインワンモデル（2011年時点では唯一）。奥行き20cmのスマートボディに、DAMステーション最大2台と専用プリンターを一度に収納可能とした。
本体の基本性能は「DAM-G100」を継承して一部機能を強化。800GBのハードディスクを標準搭載し（400GB×2基・RAID1により実効容量は400GB）、拡張ベイに3基目を積むことで、業界初となる1.2TB以上の記憶容量を搭載可能とした。
2系統のマイク入力を別個に処理できる採点エンジンを備え、それを活かしたデュエット採点機能「精密採点デュエット」を搭載した。後継機種「Premier DAM」以降には搭載されず「f-stageシリーズ」でしか楽しめないレアコンテンツとなっていたが、「LIVE DAM STADIUM」に「精密採点DXデュエット」が搭載され、デュエット採点が復活した。
45インチ液晶ディスプレイを装備した「DAM-G100F1」と、42インチPDP（プラズマ）ディスプレイを装備した「DAM-G100F2」の2モデルが用意されている。ベース機種のDAM-G100「BB cyber DAM」に続き、2005年度グッドデザイン賞を受賞した。
2018年8月末で新譜配信終了。

#### Premier DAMシリーズ
Premier DAM（プレミアダム）シリーズ。型番は1000番台。2007年発売。BB cyber DAMシリーズの全楽曲が選択可能。

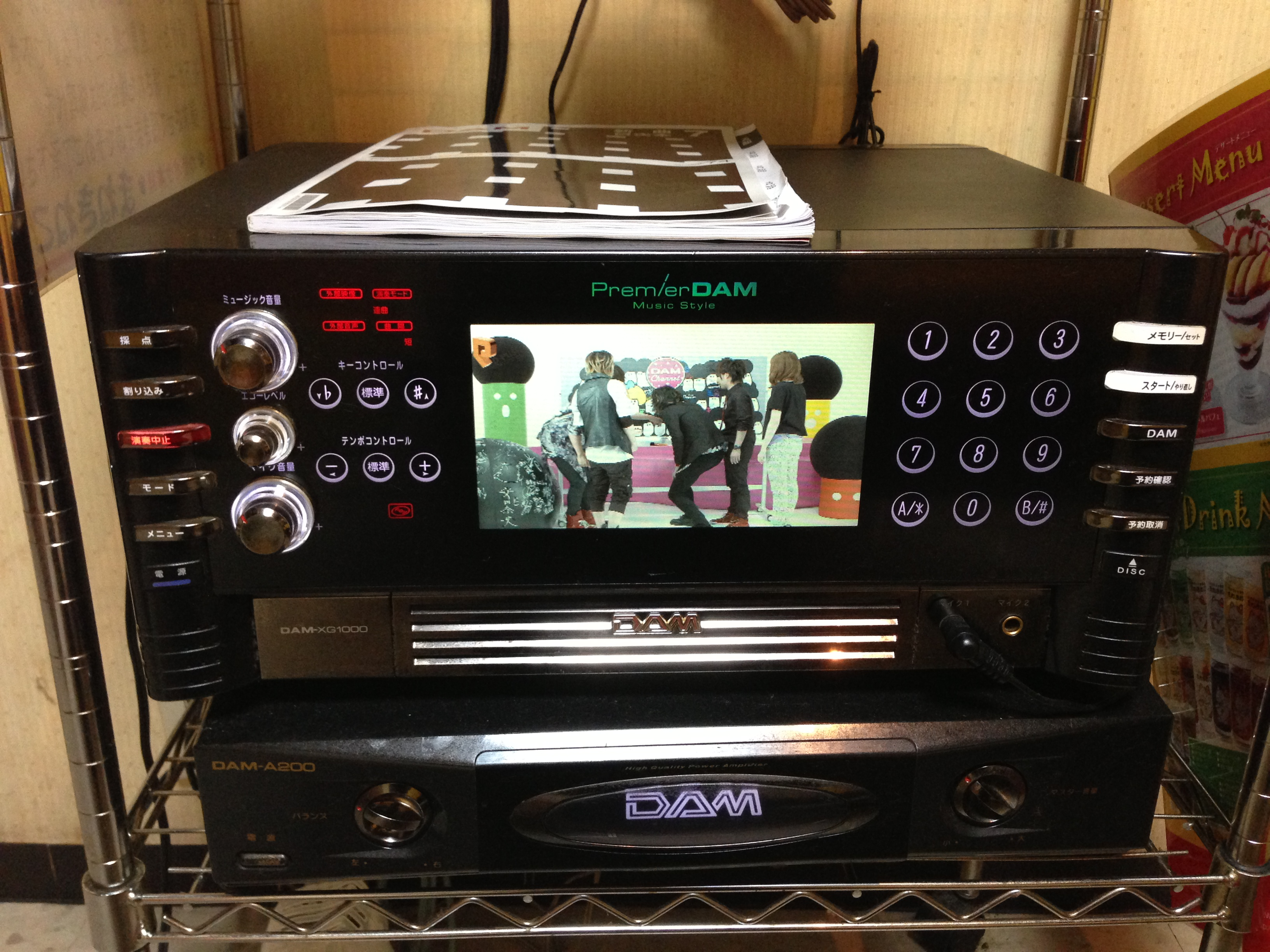
DAM-XG1000

2007年4月発売。黒を基調としたボディカラーで、本体前面にはFLディスプレイに代わって7インチ液晶モニターを装備。1.5TBハードディスクを初期搭載（750GB×2基・RAID1により実効容量は750GB）。
「精密採点II」や「LIVEカラオケ」など多くの限定コンテンツを新たに搭載した。
「DAM★とも」のサービス開始により、条件付きながら歌った曲を録音してウェブサイト上で公開できるようになった。
歌った楽曲をその場でCDに録音して持ち帰れるサービスを開始。ただし設置店舗で販売する専用CD以外には録音できないよう機器側で制限をかけている。また外国曲やメドレー、別アレンジ曲など一部録音不可の楽曲もある。録音用として機器本体の前面下部にディスクドライブを搭載し、機能としてはCDの読み書き用で音楽CDの再生も可能である。搭載ディスクドライブはDVD-RWやDVD-R DLなども認識可能なDVDスーパーマルチドライブとなっているが、DVDのディスクを挿入しても機器側のソフトウェアなどが対応していないため認識されない。
他にも、ワンセグ放送を受信するワンセグチューナーや、持参したiPodの音楽やSDメモリーカード内の写真を再生・表示するメディアインターフェースドックなど、各種オプション機器を接続することで様々な機能拡張が可能（業務用カラオケ機器で初）。ただし利用できるのは店舗により一部限りがある。
発売時の配信曲数は8万7000曲以上（発売から1年後の2008年4月に10万曲を突破）。月間配信曲数は1,000曲以上。本人映像・PVの数はブロードバンド回線で4,100曲前後、ナローバンド回線で3,500曲前後となっている。一部楽曲に使われている本人出演映像・PVは同機種用に（H.264形式で）エンコードされている。
テロップのフォントが変更されたが、旧来のフォントの字幅に合わせてあるため、一部文字の幅が狭まって表示される。
プロモーションに土屋アンナを起用。コンテンツの企画・開発では、映像・番組制作にMTVジャパン、音楽ジュークボックス「JUQUest」にソニー・ミュージックコミュニケーションズと提携する。
修理受付は2019年5月末日をもって終了。2022年5月末日をもって新譜配信終了（2021年11月末から変更）。
DAM-XG1000IIB / DAM-XG1000IIR
2009年6月発売。DAM-XG1000のマイナーチェンジモデル。黒系の「ピアノブラック」(XG1000IIB) と赤系の「プラチナレッド」(XG1000IIR) がある。
基本機能・コンテンツなどはXG1000とほぼ同等だが、2TBハードディスク初期搭載（1TB×2基・RAID1により実効容量は1TB）、音量・エコーつまみ形状改良、音量つまみ電動化（付属リモコンからの音量調整が可能）など、細かい変更がなされている。発売時には約11万3,000曲を配信。
修理受付は2021年11月末日をもって終了。2025年11月末日をもって新譜配信終了予定。

#### LIVE DAMシリーズ
LIVE DAM（ライブダム）シリーズ。2010年から展開を開始した現行シリーズである。
「Premier DAM」シリーズ以前までの全楽曲が選択可能。
2025年8月現在、第一興商公式サイト「カラオケDAM公式」では「LIVE DAM」シリーズの内以下の6機種が現行機種として扱われており、第一興商の企業公式サイトの製品一覧によれば、最新機種「LIVE DAM WAO!（DAM-XG9000）」、「LIVE DAM Ai (DAM-XG8000) 」等以外は生産終了となっている。
1. LIVE DAM RED TUNE (DAM-XG5000R)
2. LIVE DAM STADIUM (DAM-XG7000)
3. LIVE DAM STADIUM STAGE (DAM-XG7000II)
4. LIVE DAM Ai (DAM-XG8000)
5. LIVE DAM AiR (DAM-XG8000R)
6. LIVE DAM WAO!（DAM-XG9000）

##### LIVE DAMシリーズ（初代）

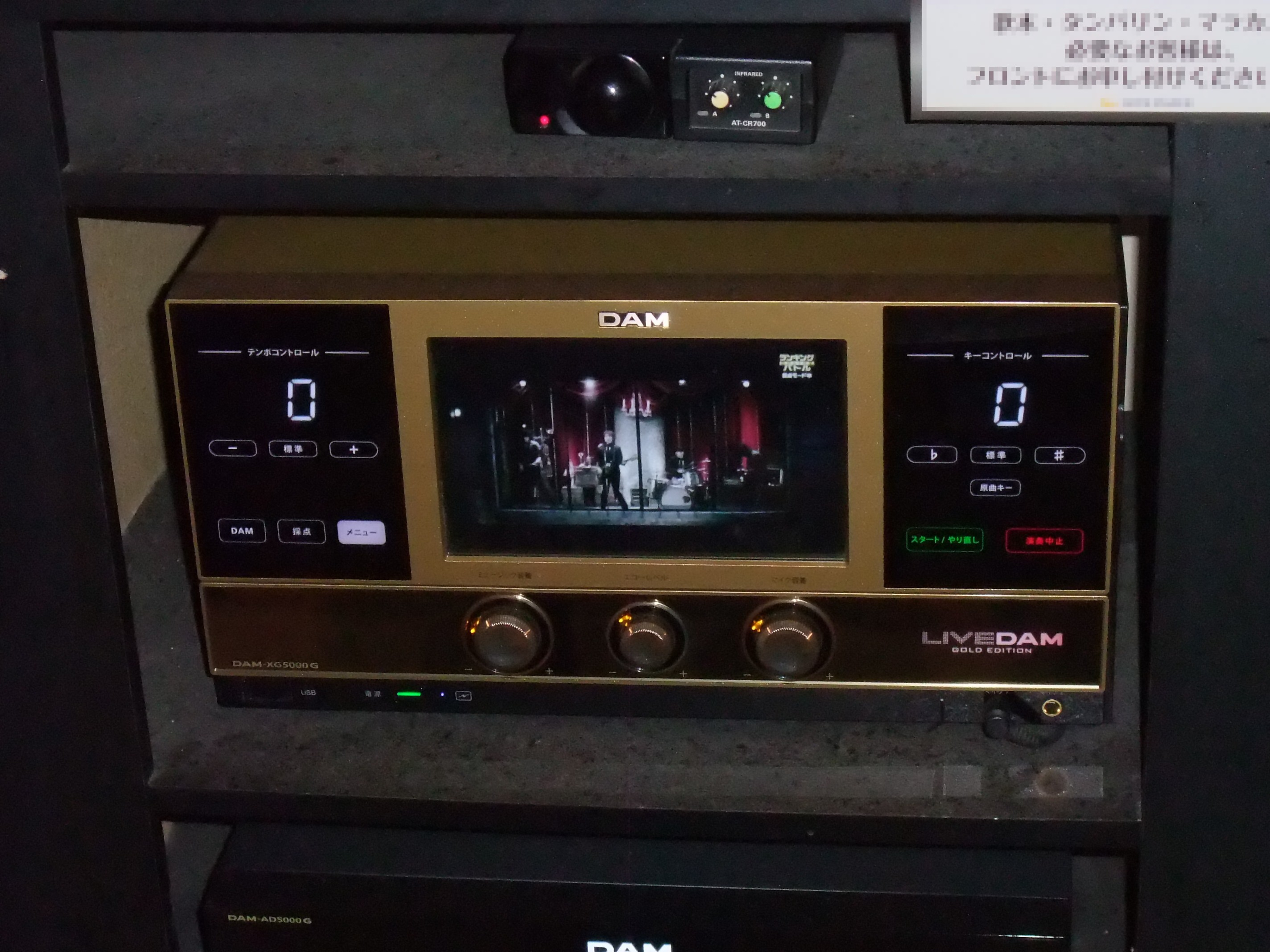
DAM-XG5000G
LIVE DAM GOLD EDITION

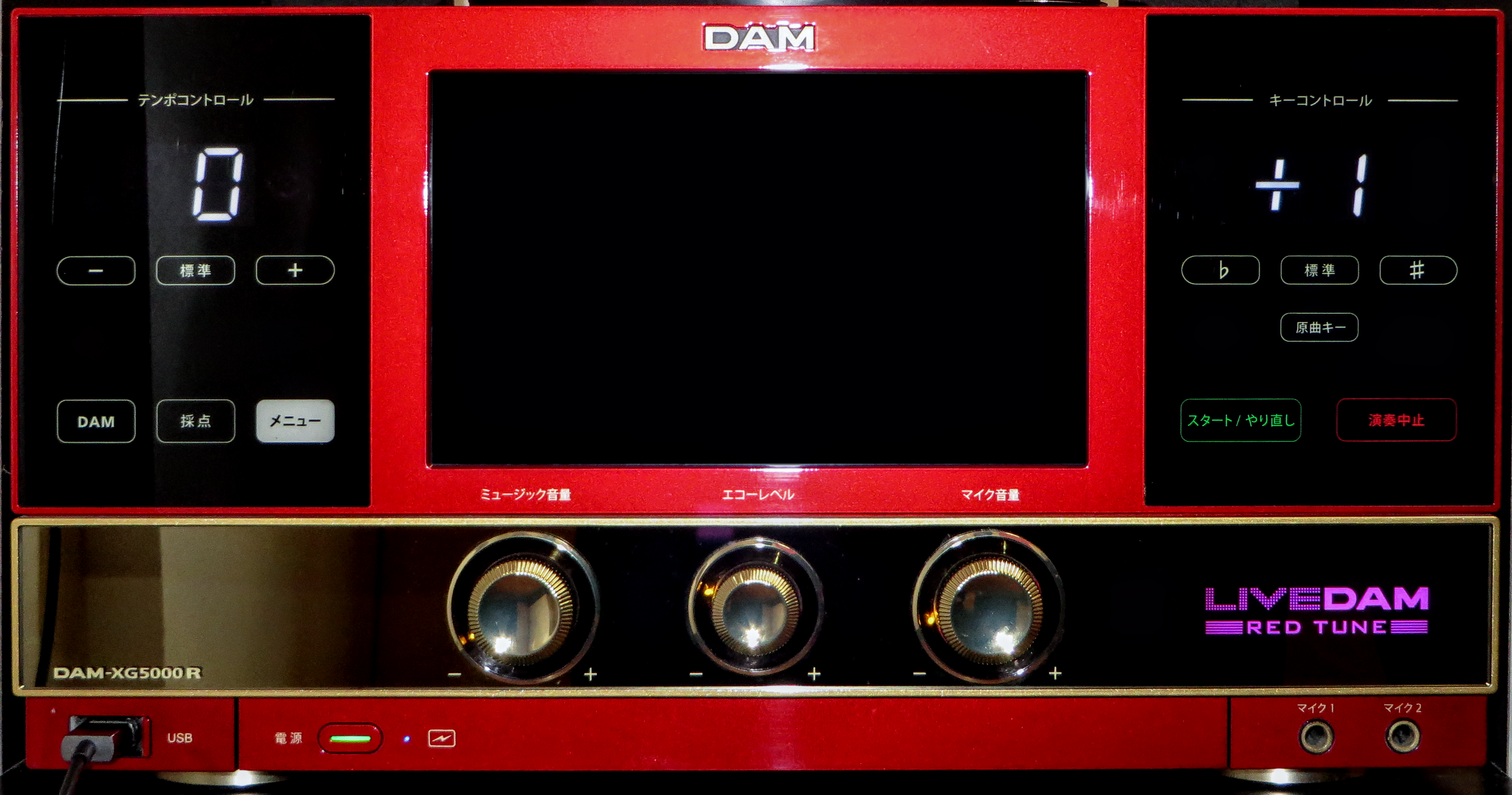
DAM-XG5000R
LIVE DAM RED TUNE

初代LIVE DAMシリーズ。型番は5000番台。2010年発売。無印「LIVE DAM」とそのマイナーチェンジ機「GOLD EDITION」「RED TUNE」がある。Premier DAMシリーズの全楽曲が選択可能。
DAM-XG5000 (LIVE DAM)

2010年10月20日発売。ボディカラーは黒で、本体前面にはタッチパネル式の8.5インチワイド液晶モニターを装備。4TBハードディスク初期搭載（2TB×2基・RAID1により実効容量は2TB）。発売時の配信曲数は約13万5000曲。
デンモク機能を本体に統合し、楽曲検索など各種操作が液晶モニターのタッチ操作によって利用可能になった。代わりに「Premier DAM」シリーズまで搭載されていたハードウェア式の番号ボタンは廃止され、番号予約も液晶モニターのタッチ操作で行うことになる。
グラフィック性能を強化し、フルHD（1920x1080ドット）動画再生に対応した。画面アスペクト比を4:3から16:9に変更。これにより「Premier DAM」シリーズで発生した一部楽曲のテロップが細くなる現象が解決した。テロップのフォントも太字の明朝体に変更された。
標準搭載のヤマハ製VDP「GP-1S」によって、カラー化・アニメーションなど情報表示の表現も多彩になった。演奏開始時画面左上に「LIVE DAM」と表示されるほか、ピアノロール式の「見えるガイドメロディ」表示時には楽曲の音域も表示される。
「Premier DAM」までは1行あたり最大全角8 - 14字（半角16 - 28字）であったが、「LIVE DAM」以降は文字間隔も広げた上で最大全角8 - 16字（半角16 - 32字）と、1行あたりの文字数も増加した。ただしルビが長い場合は文字間隔が広がるため1行あたりの文字数は減少する。
一部楽曲の2行にわたる歌詞が1行にまとめられ、さらにテロップ表示の大きさを4種（特大・大・標準・小）搭載したことで、精密採点のピアノロールと字幕テロップが被ることを回避できるようになった。
デュエットでのパート色分けは「Premier DAM」以前と同様、青=♠、ピンク=♥、オレンジ=♦、緑=♣。従来は一部楽曲で♣は文字色がピンク、マークがオレンジであったが、「LIVE DAM」から全曲で色分けを統一するため、マークとテロップが緑色に変更された。
3世代目の精密採点「精密採点DX（デラックス）」をはじめ、新コンテンツとして「美川憲一のアンタ、歌えんの!?」「YOUR STORY〜あなたの歌が物語を決める〜」「シンプル採点」などの採点ゲームを追加。また「完唱!歌いきりまショー!!」と「カラオケ紅白歌合戦」が「LIVE DAM」用バージョンに更新された。一方で「精密採点II」以前の精密採点や、G128「cyber DAM」シリーズ時代からあった旧世代の採点ゲームが軒並み姿を消した。
2022年9月30日をもって修理対応終了予定。
DAM-XG5000G (LIVE DAM GOLD EDITION)
2012年10月17日発売。DAM-XG5000のマイナーチェンジモデル「ゴールドエディション」。ボディカラーは金で、型番「G」はゴールドを表す。
基本機能・コンテンツなどはXG5000「LIVE DAM」とほぼ同等だが、5TBハードディスク初期搭載（2TB+3TB・RAID1により実効容量は2TB）、キー/マイクコントロールの文字が青から白に変更など、細かい変更がされている。
新たに「名探偵コナンなぞときカラオケ」が追加され、映像の強化が行われている（従来のLIVE DAMも同様）。
DAM-XG5000R (LIVE DAM RED TUNE)

2014年4月8日発売。DAM-XG5000のマイナーチェンジモデル「レッドチューン」。ボディカラーは赤で、型番「R」はレッドを表す。
機能・コンテンツや搭載ハードディスクはDAM-XG5000G「LIVE DAM GOLD EDITION」と同等。

##### LIVE DAM STADIUMシリーズ

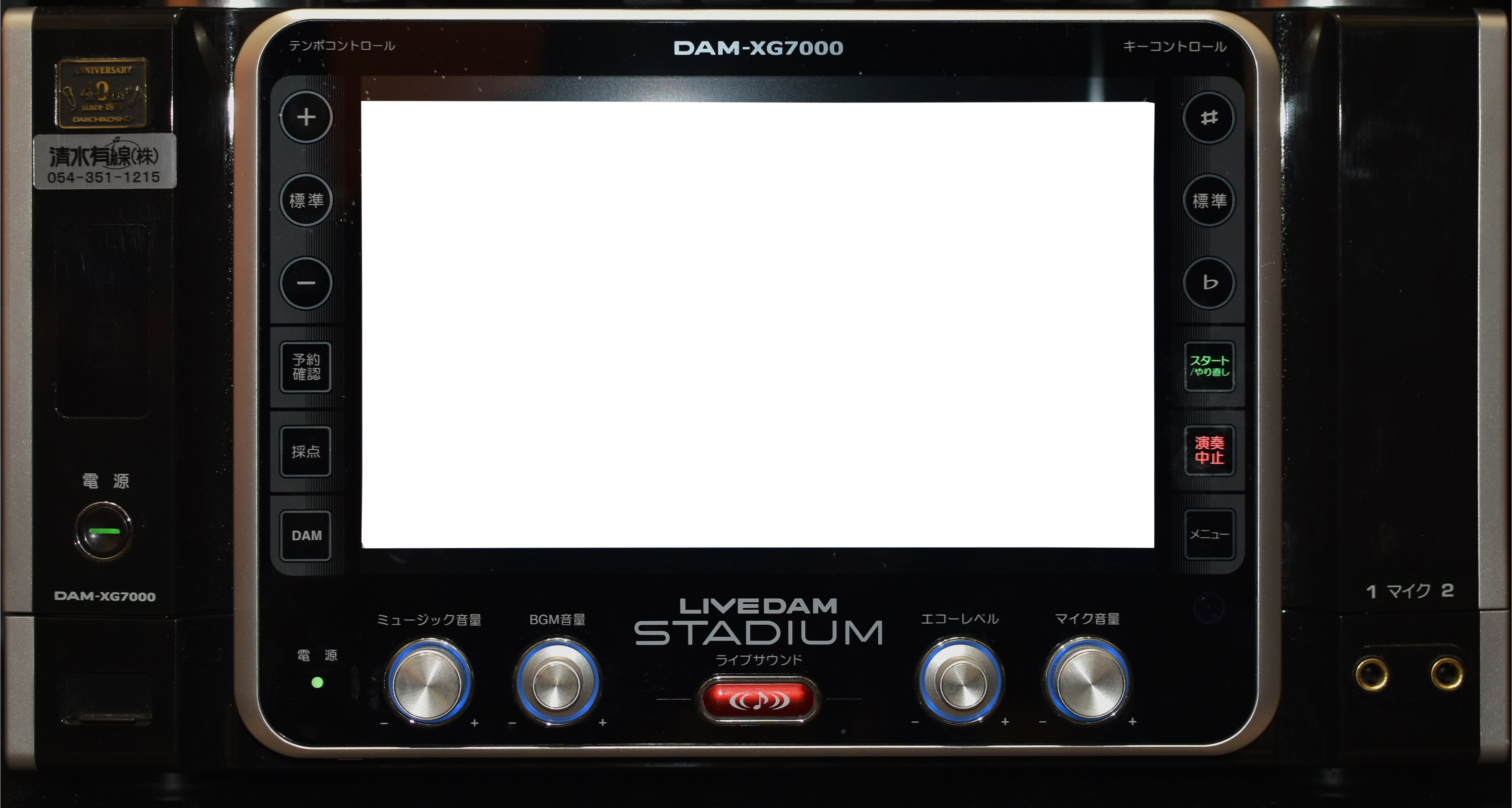
DAM-XG7000
LIVE DAM STADIUM
左上に第一興商40周年記念バッジあり

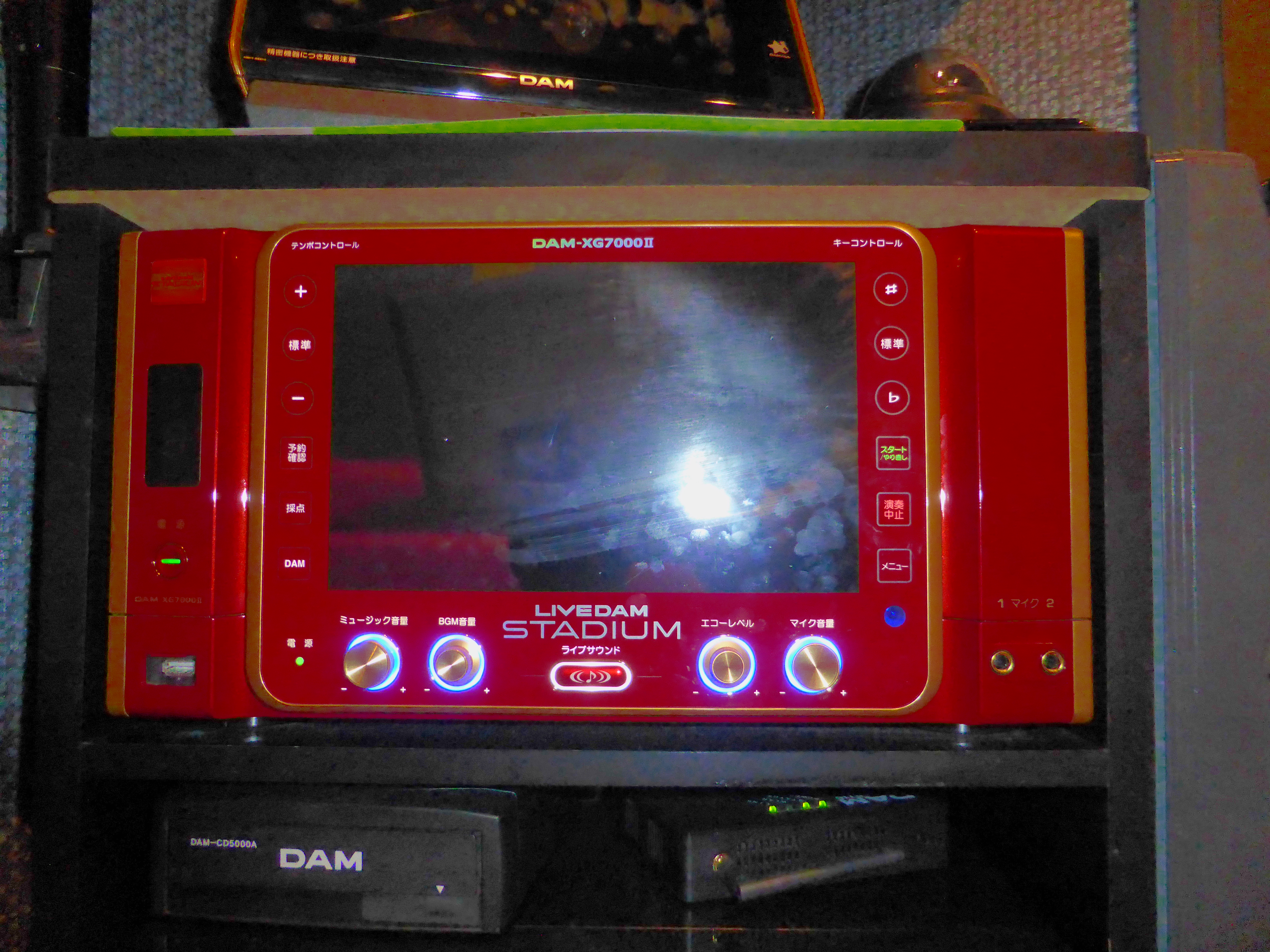
DAM-XG7000II
LIVE DAM STADIUM STAGE

LIVE DAM STADIUM（ライブダムスタジアム）シリーズ。型番は7000番台。2015年発売。LIVE DAMシリーズの全楽曲が選択可能。
DAM-XG7000 (LIVE DAM STADIUM)

2015年4月16日発売。ボディカラーは黒。この機種から製造元がヤマハから富士通へ変更された。
本体前面にはタッチパネル式の10.1インチ大画面液晶モニター付きセパレート・フロントパネルを装備。6TBハードディスク初期搭載（3TB×2基・RAID1により実効容量は3TB）。発売時の配信曲数は約20万曲以上。
採点コンテンツでは「精密採点DX-G」に改良され、「BB cyber DAM f-stage」に搭載以来途絶えていたデュエット精密採点「精密採点DXデュエット」が搭載され、デュエットによる精密採点が復活した。
新コンテンツとして「ONE PIECE採点 カラオケ王におれはなる!」と「バラエティカラオケ 〜みんなでお題をクリア!〜」が追加された。
映像がさらに強化され、2画面（マルチディスプレイ）に対応。
DAM-XG7000II (LIVE DAM STADIUM STAGE)

2017年10月5日発売。DAM-XG7000のマイナーチェンジモデル。本体はロイヤルレッドが基調、フロントパネルへイルミネーション照明が採用。
採点コンテンツでは「精密採点DX-G」も継続搭載されているが、「精密採点DXミリオン」が新たに追加。精密採点シリーズをベースに、従来の100点の上限を超えて得点が加算されるコンテンツで、万単位の点数が表示される。音程のボーナスポイントやテクニックを連続させる「コンボ」が新設され、音楽ゲームのように楽しめる。
これらの機能・コンテンツはすべて、ベース機種のDAM-XG7000「LIVE DAM STADIUM」にも、アップデートにより実装されている。

##### LIVE DAM Aiシリーズ

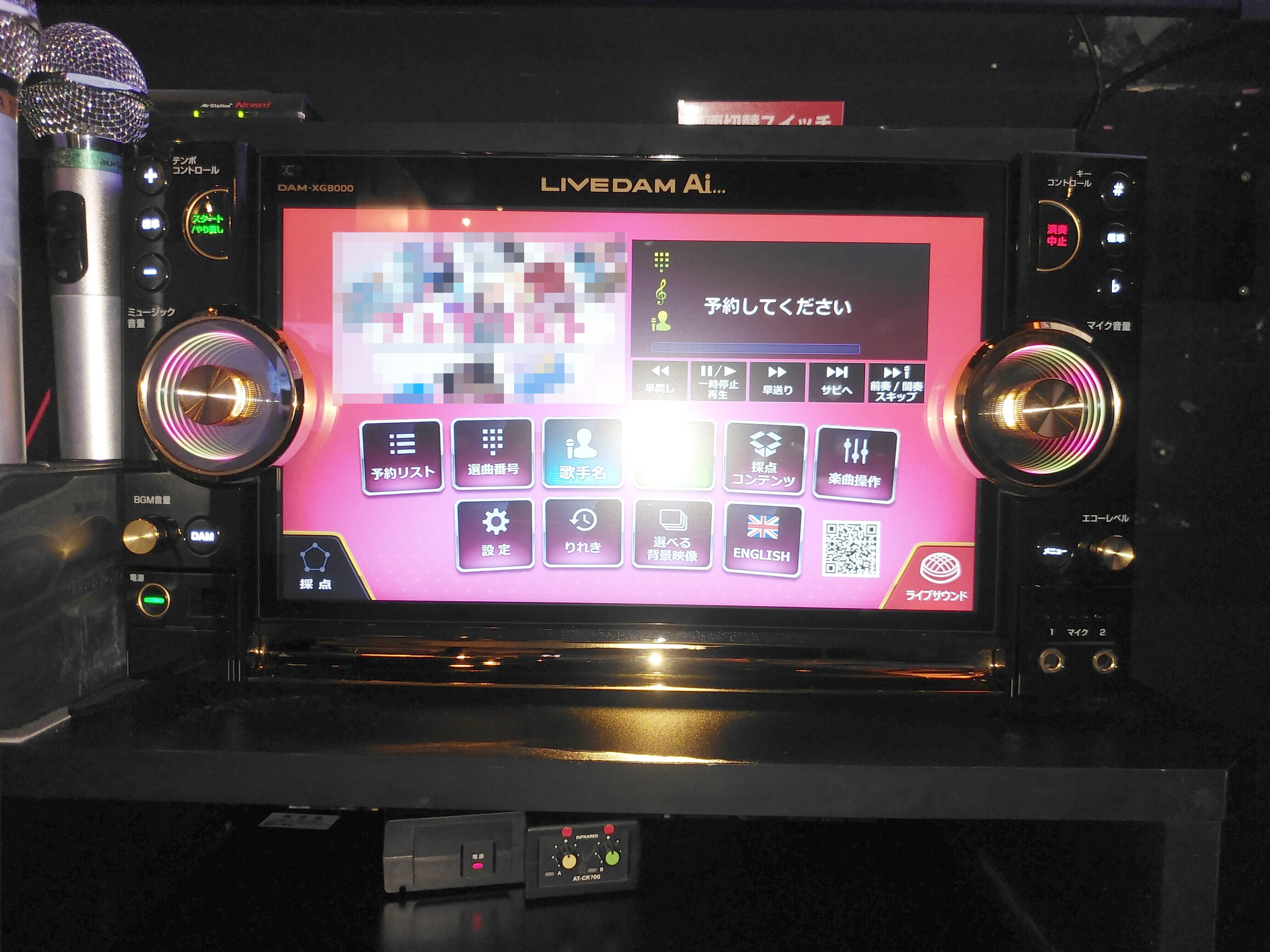
DAM-XG8000
LIVE DAM Ai

LIVE DAM Ai（ライブダムアイ）シリーズ。型番は8000番台。2019年発売。LIVE DAM STADIUMシリーズの全楽曲が選択可能である他、2025年4月のLIVE DAM WAO!シリーズ（後述）発売後も新規配信された楽曲はほぼ全曲が当機種でも選択可能。
DAM-XG8000 (LIVE DAM Ai)
2019年10月1日発売。業界初の音声認識機能「Aiアシスタント」を搭載。
本体前面には業界最大のタッチパネル式の13.3インチ大画面液晶モニターフロントパネルと、ライティングで演出する「インフィニティーミラー」を搭載。8TBハードディスク初期搭載（4TB×2基・RAID1により実効容量は4TB）。
業界最多となる約22,000曲以上の全楽曲が本人出演(PV)映像に対応。また当機種のみ収録の新曲や、当機種で初収録された既存楽曲等も多数配信。
演奏の最後には、曲名、アーティスト名、リリース年、タイアップ等の楽曲情報が表示されるようになった。
採点コンテンツは、業界初の感性で歌唱力を評価する「精密採点Ai（エーアイ）」が新たに搭載され、従来の「精密採点DX-G」「精密採点DXミリオン」もプレイ可能。「シンプル採点」は「シンプル採点3D」にバージョンアップ。また、新コンテンツとしてドラゴンボールとのコラボ採点「DRAGONBALL カラオケ天下一歌唱会」が追加。
DAM-XG8000R（LIVE DAM AiR）

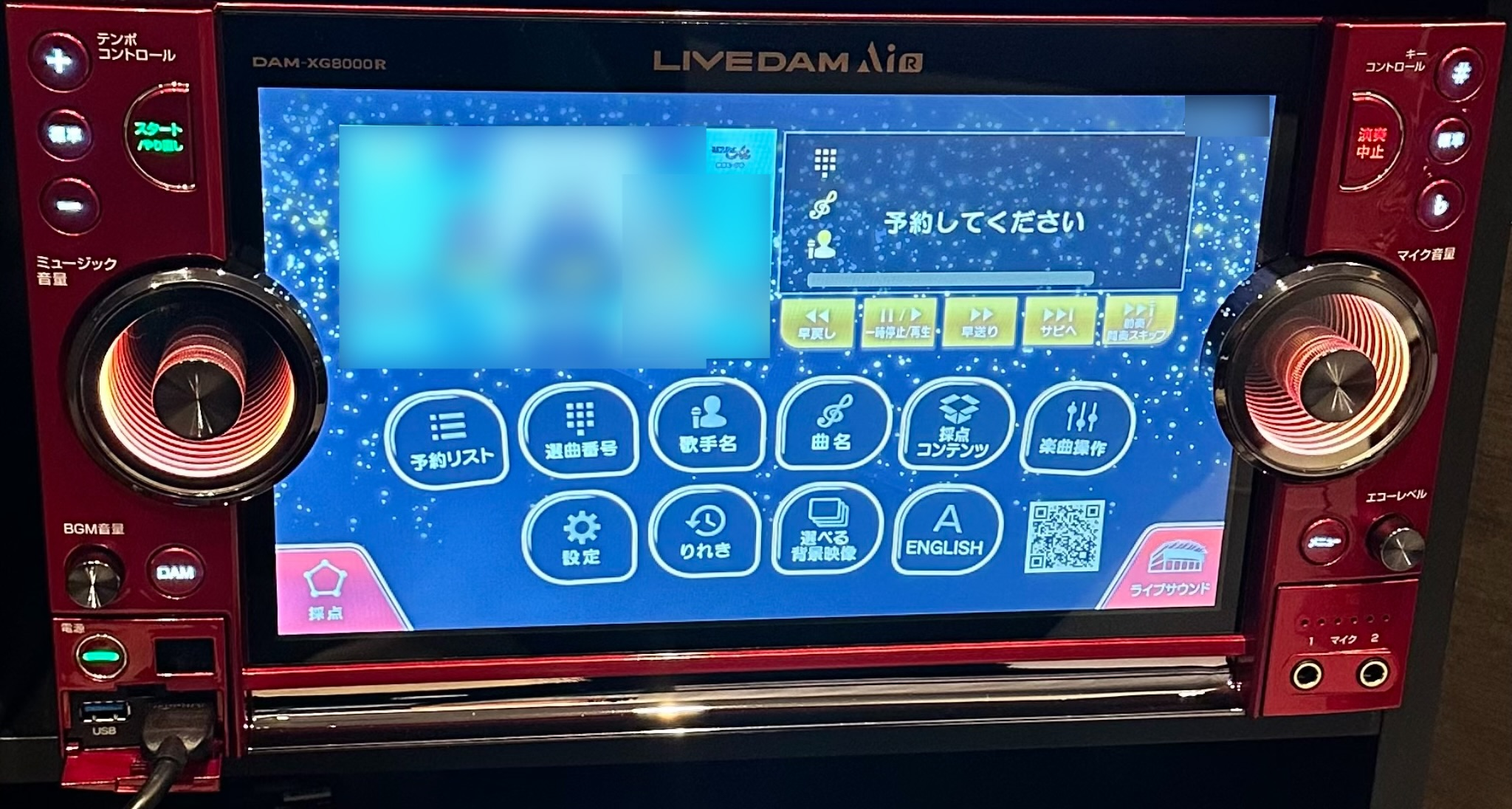
DAM-XG8000R
LIVE DAM AiR

2023年4月18日発売。DAM-XG8000のマイナーチェンジモデル。機種名に「AiR」を冠するが、読み方は「エアー」ではなく「アイアール」である。10TBハードディスク初期搭載（6TB×1基/4TB×1基）。タッチパネルやボリュームのつまみ部分には、抗ウイルス・抗菌コーティングを施している。
「ライブサウンド」機能が強化され、新たにさいたまスーパーアリーナが選択可能になったほか、前奏や間奏中に「拍手〜！」や「男子！」など簡単なワードを言うことで観客がリアクションしてくれるほか、「みんなで歌って！」と言うことで観客が実際に歌ってくれる「エキサイトライブホール」が追加された。エキサイトライブホールの歌声は、DAM★ともで録音したユーザーの公開曲から採用される。
また、前面HDMI入力の仕様が変わり、音声がパススルーされると同時にカラオケのスピーカーからも出るようになった。こちらの音量はBGM音量つまみで変更可能。
そのほか、Aiアシスタント機能が強化され、候補曲のリスト表示が可能になったほか、英語・中国語・韓国語に対応。「もしもしDAM」と話した後、それぞれの言語で話しかけることで使用できる。
これらの機能・コンテンツはすべて、ベース機種のDAM-XG8000「LIVE DAM Ai」にも、アップデートにより実装されている。

##### LIVE DAM WAO!シリーズ

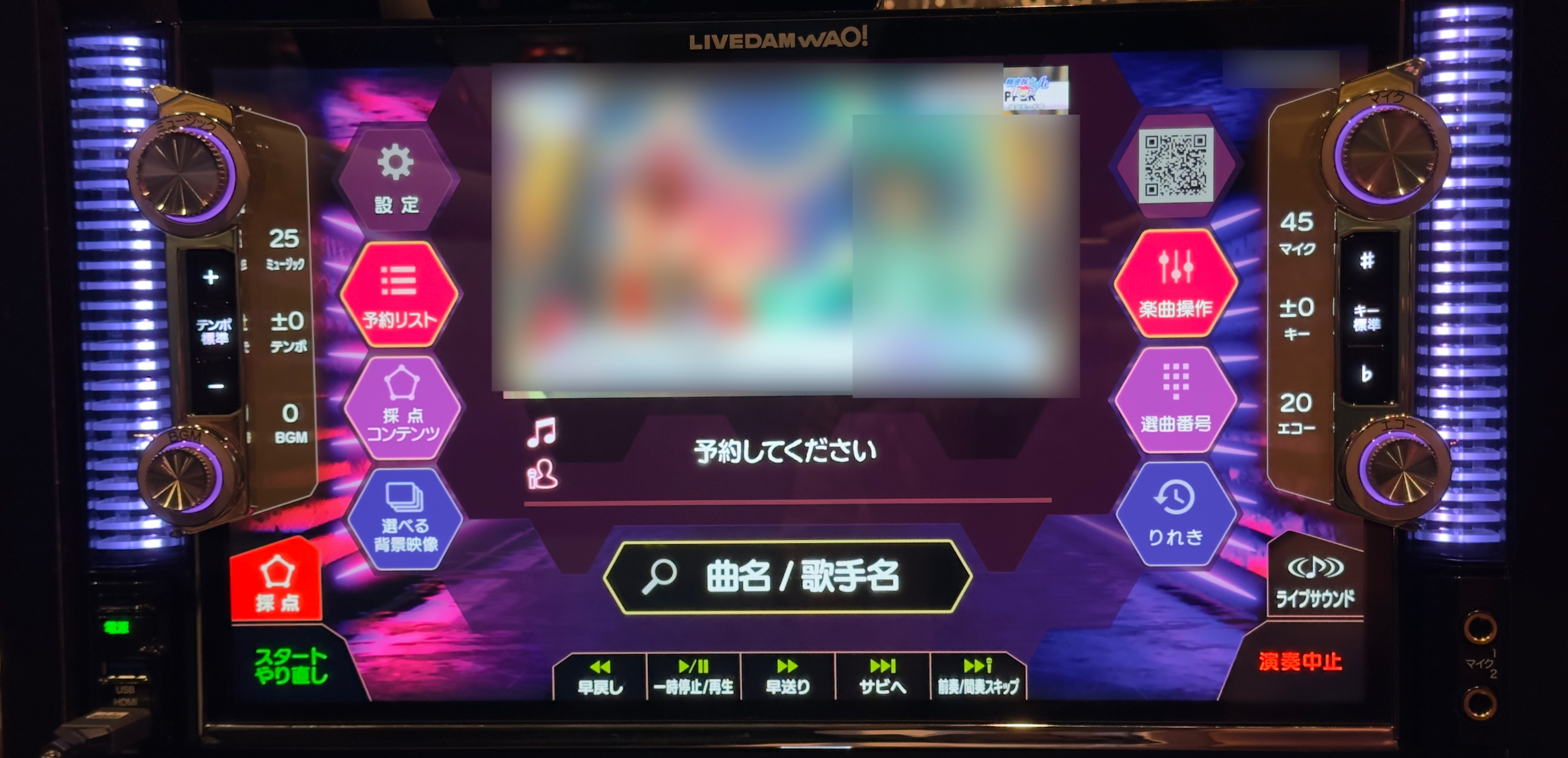
DAM-XG9000
LIVE DAM WAO!

「LIVE DAM WAO!」（ライブダムワオ）シリーズ。型番は9000番台。2025年発売。LIVE DAM Aiシリーズの全楽曲が選択可能。数々の多くのアーティストの全楽曲は全楽曲本人出演(PV)映像に対応されている（後述）他、当機種発売後に新規配信された楽曲は全楽曲がLIVE DAM Aiシリーズ以前でも選択可能。
DAM-XG9000 (LIVE DAM WAO!)
2025年4月18日発売。歌う体験のアップデートを追求したモデル。
画面サイズが15.6インチに拡大し本体両サイドに26段フルカラー式LEDルミナスバーを配置。
最新のソフトウェアシンセサイザーや生演奏を組み合わせたハイブリッド演奏方式のDAM Multi Dimensional Soundを搭載しさらなる臨場感を追求。
歌声に魔法をかけるボイスマジック、自分の歌声を自動的に補正してくれる歌うまフィルター、本物のアーティストを体感出来るなりきりエフェクト、自分の歌声がメインパートを歌うだけでハモリに変換されるハモルンを搭載。
前機種のLIVE DAM Aiシリーズに搭載されていた精密採点Aiが精密採点Ai Heartにリニューアルされ、歌の正確さだけでなく、人が実際に聴いて上手いと感じる採点を追求するため「聴感」を取り入れたハートエンジンを搭載歌声を5タイプのハートマークで評価し、さまざまな歌唱者の個性を採点に反映させている。今までの歌唱技巧では採点できなかった人間の感性に近い聴感評価を可能にしている。
精密採点シリーズが難しいと感じられるユーザーや歌が苦手なユーザー向けに簡易化した判定基準で誰もが高得点を目指せる「精密採点NIGHT」を搭載。
単一楽曲を複数人で歌う事で多人数（最大4人迄）の対戦を意識したパーティーコンテンツ「対戦!最後まで残りまショー!!!!」を搭載。
本人(PV)映像・アニメ・特撮・スポーツ映像等の映像コンテンツが更に強化されており、一例としてサザンオールスターズ・浜崎あゆみ・B'z・GLAY等の一流アーティスト等の全楽曲が当機種では全楽曲本人出演(PV)映像に対応されている。
DAM-XG5000「LIVE DAM」以来歌詞テロップは太字の明朝体が使用されていたが、当機種では細字の明朝体フォントに変更されている。又、訪日外国人のインバウンド対応で全曲ローマ字でのルビ表示が可能となっている。

#### 特定市場向け

##### ナイト市場等向け

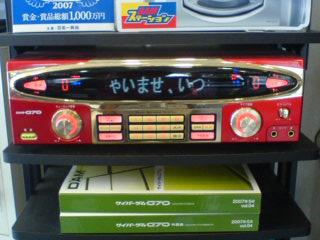
DAM-G70R

DAM-G7
1997年発売。ナイト市場向けに特化し、コントロール・CD-ROMプレーヤー・アンプ・コインボックスを内蔵したコンパクトな一体型タイプ。またボイスアダプターも内蔵し、本体単体でボイスエフェクトや採点ゲームが楽しめる最初のDAMである。
DAM-6400シリーズと同様、保守サービスは2006年9月、新曲配信は2008年9月25日を以ってそれぞれ終了。カラオケサービスは2013年1月末で終了した。
DAM-G30 / DAM-G30M
2003年10月発売。外国店・居酒屋などをメインターゲットに、パワーアンプも内蔵したコンパクトタイプ。
DAM-G7の全楽曲が選択可能。
2005年4月に発売した「DAM-G30M」は、外装をクロームメッキに変更。
楽曲は外国語曲が豊富で生音演奏にも対応。本人出演映像・PVは約300曲。
楽曲編成が異なる移動体（観光バスや船舶など）向けモデル、エルダー市場（高齢者施設など）向けモデルも発売している。
修理受付は2013年5月で全機種の受付を終了、新曲配信は、2015年5月末で終了している。
DAM-G70 / DAM-G70S / DAM-G70W / DAM-G70MB (cyber DAM G70)

DAM-G70B/ DAM-G70R (BB cyber DAM G70)

2005年11月発売。カラーはシルバー (G70S) とホワイト (G70W) 。「cyber DAM G50」シリーズをベースに、ナイト市場に合わせて生音源を多数収録。第一興商のLDカラオケ「LPCシリーズ」の収録曲も全曲網羅している。DAMの機種はほぼ全てヤマハ製だが、この機種のみソニー製。
DAM-G30シリーズの全楽曲が選択可能。
2006年4月には、ブロードバンド回線対応、DAMステーション対応、RAID1実装など新機能を盛り込んだ「BB cyber DAM G70」が発売。カラーはブラック (G70B) とレッド (G70R) 。初期のナローバンドモデルも、ブロードバンド環境を整えて「BBキット（別売）」を購入することで「BB cyber DAM G70」にアップグレードできる。
2008年には、G70シリーズのマイナーチェンジモデル「DAM-G70MB」を発売。本体カラーはブルー。接続回線はナローバンド環境のみ。
本人映像・PVの数はブロードバンド回線で2800曲前後、ナローバンド回線で1700曲と多めで、ナイト市場を意識したものになっている。
修理受付は2017年1月で全機種の受付を終了、新曲配信は2019年5月終了。
DAM-G50X（CYBER DAM α)
2010年4月「CYBER DAM α（アルファ）」として発売。DAM-G50のデザインを継承している。
DAM-G70シリーズの全楽曲が選択可能。
FLディスプレイに代わり、7インチTFT液晶モニターを装備。320GBHDD×2基搭載（RAID1により実効容量は320GB）。2.4GHz帯を使用した近距離無線通信（IEEE 802.15.4準拠）に対応しており、オプションの専用無線受信機「DAM-SLzB」を接続して同時発売のデンモク「PM200zB」または後継機の「PM300zB」を使用することで、全方位からのリモコン通信が可能になる。
ナローバンド環境に特化しているが、ブロードバンド端子も備えておりブロードバンド配信に対応する。ただし映像などブロードバンドコンテンツの配信はなく、他の機種と異なりナローバンドとブロードバンドでの配信コンテンツの違いはない。
発売時には生音演奏楽曲約5,100曲、本人出演映像2,000曲を含む約78,600曲を配信。
「精密採点II」や「完唱!歌いきりまショー!!」など「Premier DAM」シリーズ並みのコンテンツを備えるが、DAMステーションやデンモクiDによる「club DAM MEMBERSHIPS」ログインに対応していないため、採点結果の保存等のサービスは受けられない。ガイドボーカルには対応していない。
2022年9月30日をもって修理対応終了予定。
DAM-G100X（Cyber DAM HD）
2012年10月17日発売。デザイン色はゴールドを採用。
CYBER DAM αの全楽曲が選択可能。
10.1インチTFT液晶モニターを装備。2TBHDD×2基搭載（RAID1により実効容量は2TB）。タッチパネルを搭載しているため「LIVE DAM」シリーズと同様に楽曲の検索や予約が可能になる。
DAM-G100X II
2016年10月21日発売。デザイン色はシャインパープルを採用。
HDDの容量は前作のDAM-G100Xと同じだが、新コンテンツとして「精密採点Light」「戦国カラオケ天下統一」を搭載。
DAM-G100W (Cyber DAM +)
2021年4月9日発売。デザイン色はシンフォニーピンクを採用。
Cyber DAM HDシリーズの全楽曲が選択可能。
8インチの液晶ディスプレイを2画面搭載し、左のモニターでは歌詞表示、右のモニターではデンモク機能など、使い分けが可能である。
タッチパネルとつまみの部分に抗ウイルス・除菌コーティングを施した。
新コンテンツとして、「モテカラ」を搭載。また、「マスクでうたう」モードを初期搭載している。

##### Party DAMシリーズ
Party DAM（パーティーダム）シリーズ。ホテルや宴会場、結婚式場向けに開発されたワゴンタイプ。
DAM-PD (Party DAM)
初代「Party DAM」は1996年発売。発売時にはは約3,000曲を厳選収録。2008年5月で新曲配信を終了、カラオケサービスは2013年1月末で終了した。
DAM-64PDII (Party DAM II)
2011年6月に修理受付を終了、2013年6月には新曲配信も終了。カラオケサービスは2018年1月末で終了した。
DAM-PDIII (Party DAM III)
2003年10月発売。動画配信に対応し、発売時には約8,400曲厳選収録。本人出演映像・PVの数はG30と同じラインナップで300曲。2014年9月に修理受付を終了、2018年8月には新曲配信を終了。
DAM-PDV (Party DAM V)
Party DAM V（パーティーダム ブイ）は2008年11月発売。ブロードバンド端子 (100BASE-TX) 搭載、大容量HDD (160GB+500GB) 搭載、デンモクiD対応など大幅に機能強化。収録曲数はG70とほぼ同じで、本人出演映像・PVの数は約700曲。
修理受付は2021年11月末日をもって終了。
DAM-PD100HD (Party DAM HD)
2013年4月発売。10.1インチタッチパネルを搭載、大容量HDD (500GB×2) 搭載。
DAM-PD20V (Party DAM V20)
2018年11月15日発売。デザインを刷新し「Party DAM」シリーズ最大の19.5インチモニターを内蔵。シリーズ初の「ガイドボーカル」「生音演奏」に対応。
操作部には7インチタッチパネルを搭載し「LIVE DAM」シリーズ同様、タッチパネルでの楽曲予約やモード切り替えが可能となった。

##### エルダー市場向け
FREE DAM（フリーダム）シリーズ。第一興商が展開する高齢者向け音楽療法プログラム「DKエルダーシステム」に完全対応。福祉施設などへの導入向けモデル。Party DAMシリーズの全楽曲が選択可能。
DAM-F650 (FREE DAM)
2011年10月発売。発売時には約30,000曲を収録。
Party DAM Vの全楽曲が選択可能。
高齢者の使用を前提に「LIVE DAM」よりも大きい10.1インチタッチパネル式液晶モニターを搭載、操作体系も高齢者向けに最適化されている。
2.4GHz帯近距離無線通信に対応し、受信機を標準装備する。「PM300zB」または「PM200zB」を使用することで全方位からのリモコン通信が可能。
本体のみでの運用も可能だが、同時発売のスピーカー内蔵ラック「DSR-F65」に据え付け接続することで「Party DAM」シリーズ同様のワゴンタイプカラオケとしても機能する。
採点ゲームは「DAM-G50X」を、採点ゲーム以外のアミューズメントコンテンツは「Party DAM V」を継承している。
DAM-F750HD (FREE DAM HD)
2016年10月21日発売。DAM-F650「FREE DAM」の後継機。FREE DAMの全楽曲が選択可能。本人出演映像やガイドボーカル等を大幅増量。
HDMI出力端子を搭載し、フルHDでの出力が可能になった。
機能は限られるがオンラインコンテンツに対応し、「SmartDAM L」や「デンモクiDS2」との連結が可能になった。

#### DAM-F850(FREE DAM LIFE)
2022年10月3日発売。DAM-F650「FREE DAM」の後継機。
FREE DAM HDの全楽曲が選択可能。

### 海外向け

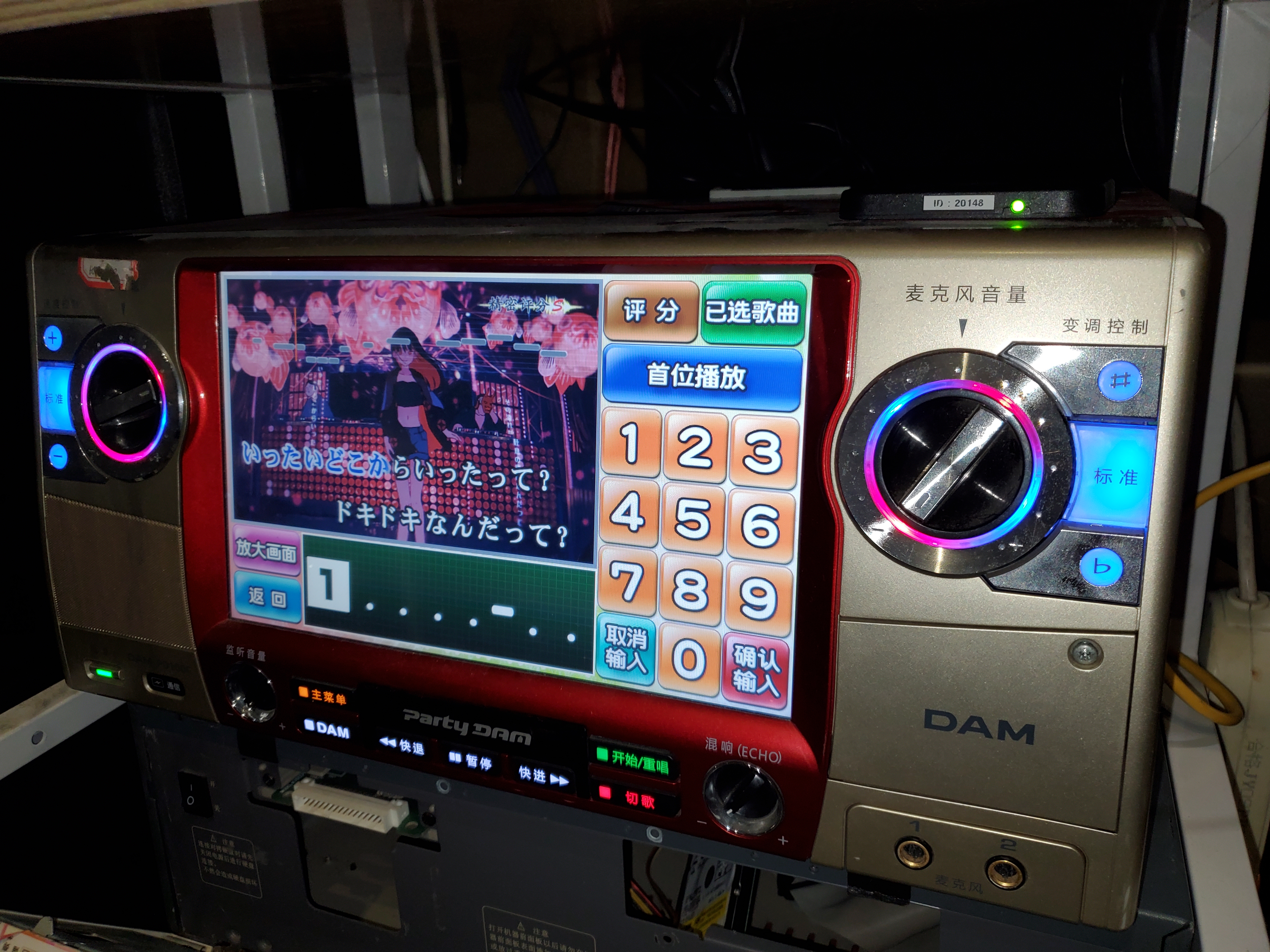
DAM-PD100C（中国でのみ販売）

DAM-PD100C (Party DAM、中国モデル)

中国でのみ販売されたモデル、中国版採点機能「精密评分S（精密採点S）」搭載した，発売時には約130,000曲を収録。中国版は契約不要で、出荷時の曲数や日付の制限はない。2012年に中国での販売を開始したが、3年後の2015年6月には新曲配信を終了した。
DAM-F750HD「FREE DAM HD」と外観は同じで、本体のメインカラーのみが赤に変更されていた。

### 周辺機器

#### デンモク

##### PMシリーズ（デンモク）

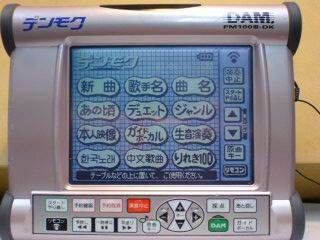
PM100III-DK

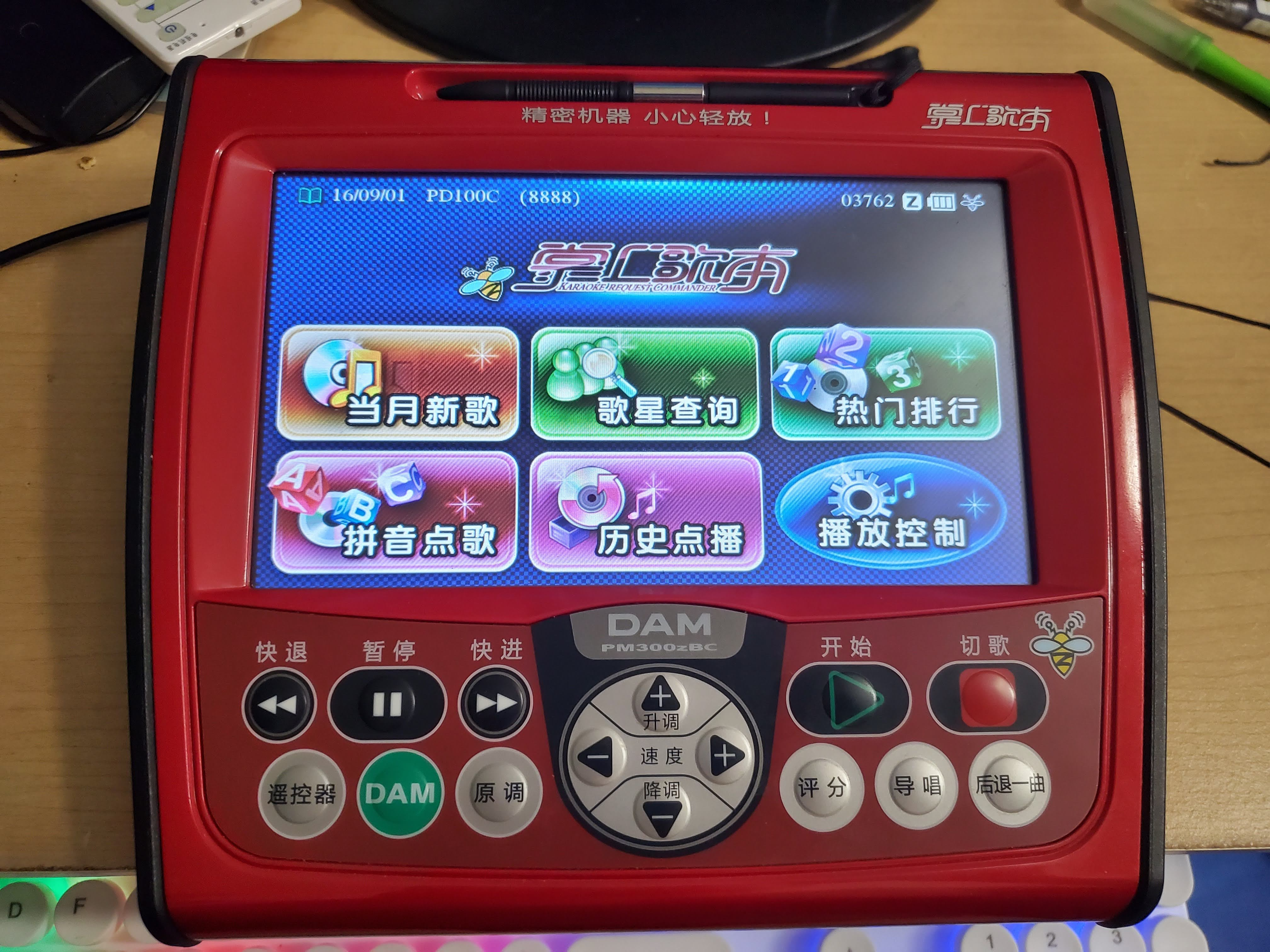
PM300zBC（中国でのみ販売）

PM100-DK
2002年2月発売。曲検索が可能なタッチパネル式のリモコンで、赤外線でDAMを操作するため、基本的に全てのDAMシリーズで使用可能（楽曲検索機能は、Premier DAMシリーズ (DAM-XG1000/XG1000II) など一部機種には非対応）。また外販もしており、他社の通信カラオケ機種でも使用されている。当時はまだ「デンモク」のロゴタイプがなかったため、この機種にだけ第一興商純正の音響周辺機器ブランドである「Cyberpro」のロゴタイプが本体に記されている。本体カラーはシルバー。2002年度グッドデザイン賞受賞。2013年1月(DAM-G100モード時は2010年3月)新曲の配信終了。
また、NeonRやB-karaといったBMB(現:エクシング)社製品用のデンモク (PM100-BMB)もある。PM100-DKの相違点は本体下のロゴがBMBのものになっており、ゴム足が黒いものになっている。

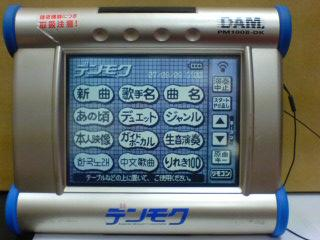
PM100II-DK

2003年10月発売。基本機能は「PM100」と同じだが、タッチパネル専用のスタイラスペンを標準装備、マイナーチェンジした。本体カラーはゴールド。2013年1月(DAM-G100モード時は2010年3月)新曲の配信終了。
また、NeonRやB-karaといったBMB(現:エクシング)社製品用のデンモク (PM100II-BMB)もある。PM100II-DKの相違点は本体右上のロゴがBMBのものになっており、ゴム足が黒いものになっている。
PM100III-DK

2005年4月発売。基本機能は「PM100II」と同じだが、リモコンスイッチ類を独立、インターフェイスを改良して操作性を向上した。本体カラーはパールピンク。2013年1月(DAM-G100モード時は2010年3月)新曲の配信終了。
PM200-DK
2007年4月発売。基本機能は「PM100III」と同じだが、LIVE DAM (DAM-XG5000) やFREE DAM（DAM-F650） といった最新機種まで完全対応（専用楽曲も検索可能）。本体カラーはブルー。2018年1月新曲の配信終了。
PM200zB
2010年4月発売。基本機能は「PM200」と同じだが、赤外線転送に加えて2.4GHz帯を使用した近距離無線通信に対応。専用無線受信機（DAM-SLzB）を接続したcyber DAM α (DAM-G50X) またはFREE DAM（DAM-F650）と併用することで、全方位からの操作が可能。近距離無線通信の対応機種はcyber DAM αおよびFREE DAMと限られているが、赤外線転送を使うことでPM200同様ほぼ全機種で使用可能。本体カラーはシルバーレッド。2018年1月新曲の配信終了。
PM300zB
2011年10月発売。デンモクPMシリーズでは初めてカラーワイドディスプレイ（7インチ）を搭載。高齢者向けに視認性・操作性の向上を図った「らくらくモード」も搭載。PM200zB同様、2.4GHz帯近距離無線通信に対応。近距離無線通信の対応機種はcyber DAM αおよびFREE DAMと限られているが、赤外線転送を使うことでPM200zB同様ほぼ全機種で使用可能。2021年1月新曲の配信終了
PM300zBC

2012年に中国でのみ販売、外観は日本のPM300zBと同様。型番の「C」は「China」を表す。
PM500zB
2013年10月発売。PM300zBのマイナーチェンジ版で、USBコピーの高速化が図られた。また、DAM-XG7000「LIVE DAM STADIUM」対応となった。
PM600zB
2016年6月8日発売。PM500zBのマイナーチェンジ版。楽曲検索機能が強化され、文字変換時に右側ウィンドウに変換候補が表示されるようになった。
PM700zB
2018年2月7日発売。PM600zBのマイナーチェンジ版。カラーはオレンジ。OSがバージョンアップされたが機能面はPM600zBと変化はない。
PM800zB
2021年4月9日発売。PM700zBのマイナーチェンジ版。カラーはピンク。業界初の抗ウイルス・抗菌コーティングが施されたが機能面はPM700zBと変化はない。

##### CMシリーズ（デンモクiD）

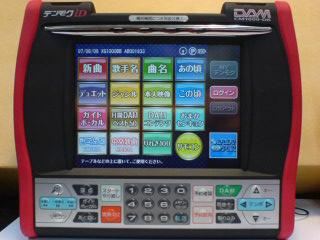
CM1000-DK

CM1000-DK（デンモクiD）

2007年6月発売。従来のデンモク（PMシリーズ）から外観を大幅に刷新、カラーディスプレイが新たに搭載された。従来の赤外線転送に加え、無線LAN対応による360度全方位からの転送機能を装備。従来のデンモク同様の検索機能の他、歌手名りれき、この頃検索、おまかセンキョクなどの新しい検索機能が追加される。さらに仮名漢字変換による検索にも対応する（発売時未対応でその後ソフトウェア更新で対応）。カラーディスプレイを活かして、画面表示の充実化も図られた。
「club DAM MEMBERSHIP」へのログイン機能を搭載し、MYリスト登録曲の選曲編集や精密採点・ランキングバトルといった採点コンテンツの結果保存などの会員サービスや、DAMステーションの無料コンテンツが利用可能。Edy（現：楽天Edy）決済非対応のため有料コンテンツは利用できず、DAMステーションとの差別化が図られている。ただしログインには無線LAN接続が必要で、赤外線転送設定の場合はログインできない。店舗によっては無線LAN接続が無効化されている場合がある（設定もしくはナローバンド接続の店舗）。
無線LAN転送や「club DAM MEMBERSHIP」ログインに対応する完全対応機種はかなり限られるが（BB対応DAM-G70、G100シリーズ、XG1000シリーズ、XG5000、Party DAM V）、基本機能は赤外線転送を使うことでPMシリーズ同様ほぼ全機種で使用可能。OSはMicrosoft Windows Embedded CEを採用。
2016年12月に新曲の配信終了。
CM2000（デンモクiDS）
2010年10月20日発売。デンモクiDのマイナーチェンジモデル。
基本機能はデンモクiDとほぼ同じだが、同時発売された新機種のDAM-XG5000「LIVE DAM」に完全対応した。
新たに手書き入力検索や予測変換機能（仮名漢字変換で作動）を追加。
楽天Edy決済にも対応し、DAMステーション同様に有料コンテンツも利用可能となった。Suicaなど「clubDAM MEMBERSHIPカード」以外のFeliCa対応ICカードや「clubDAM MEMBERSHIPアプリ」をインストールしていないおサイフケータイへの会員登録・ログインにも対応した。
完全対応機種はデンモクiD同様かなり限られるが（BB対応DAM-G70、G100シリーズ、XG1000シリーズ、XG5000シリーズ、XG7000シリーズ、Party DAM V）、基本機能は赤外線転送を使うことでほぼ全機種で使用可能。OSはMicrosoft Windows Embedded CEを採用。
2012年10月17日からは、DAM★ともへの登録・ログインにICカードが不要となったが、引き続きICカードでのログインも可能である。ログインには無線LAN接続が必要で、赤外線転送設定の場合は「LIVE DAM」「Premier DAM」シリーズでもログインできない。
CM3000(デンモクiDS2)
2015年12月1日発売。デンモクiDSのマイナーチェンジモデル。
SmartDAM Lに似た操作性になっているが、基本機能はデンモクiDSと変わらない。
DAM-XG7000「LIVE DAM STADIUM」、DAM-XG5000「LIVE DAM」、DAM-XG1000「Premier DAM」、DAM-G100X「Cyber DAM HD」に完全対応。
前機種と同様にFeliCa認識機能を搭載しているが、有料コンテンツが2013年3月末で終了したことから、楽天Edy決済機能は非対応となった。

##### Coデンモク
DAM-RM55
2003年4月発売。従来のボタン式リモコンをベースに液晶表示パネルを拡張、検索（デンモク）機能を搭載した。
ボタン式リモコンベースのため、内蔵メモリ容量が限られている関係上、2008年1月9日の配信からDAM-G70以下の機種のみ新曲の受信を行っていたが、2013年1月で新曲の配信を終了した。そのため、DAM-G100以上の上位機種専用楽曲のデンモク検索は2007年12月26日配信分まで可能。
また、NeonRやB-karaといったBMB(現:エクシング)社製品用のCoデンモク (RM55-BMB)もある。
DAM-RM60
2004年発売。RM55のマイナーチェンジ機とみられるが、第一興商公式サイトには記載されていない。「ガイドボーカル」のボタンが追加されている。2013年1月で新曲の配信終了。

#### DAMステーション
DAM-DS（DAMステーション）
2004年1月発売。DAM-G100「BB cyber DAM」の周辺機器。
第一興商の直営店「ビッグエコー」など一部店舗のみに先行して設置されていたが、のちに全国展開した。
デンモク機能のほかにカラー液晶、デジタルカメラなどを標準搭載。ニュースや天気予報などの情報も閲覧可能。FeliCa認識機能を搭載して個人認証システムを使った会員サービス「club DAM MEMBERSHIP」の様々なサービスを行っていた。OSはMicrosoft Windows CEを採用している。DAMステーション2の発売に伴い生産終了。
DAM-DSII（DAMステーション2）
2005年4月発売。ワイヤレス操作、楽天Edy決済、USB端子搭載、動画再生対応、レスポンスの改善など、初代DAMステーションの後継として様々な機能強化・改良が施された。OSはMonta Vista Linuxを採用。
DAM-XG5000「LIVE DAM」、DAM-XG1000「Premier DAM」、DAM-G100「BB cyber DAM」に対応。
携帯音楽プレイヤー向けのカラオケコンテンツダウンロード販売、会員サービス「club DAM MEMBERSHIP」の新コンテンツにも対応した。2014年12月に新曲配信を終了。

#### TMシリーズ（Smart DAM）

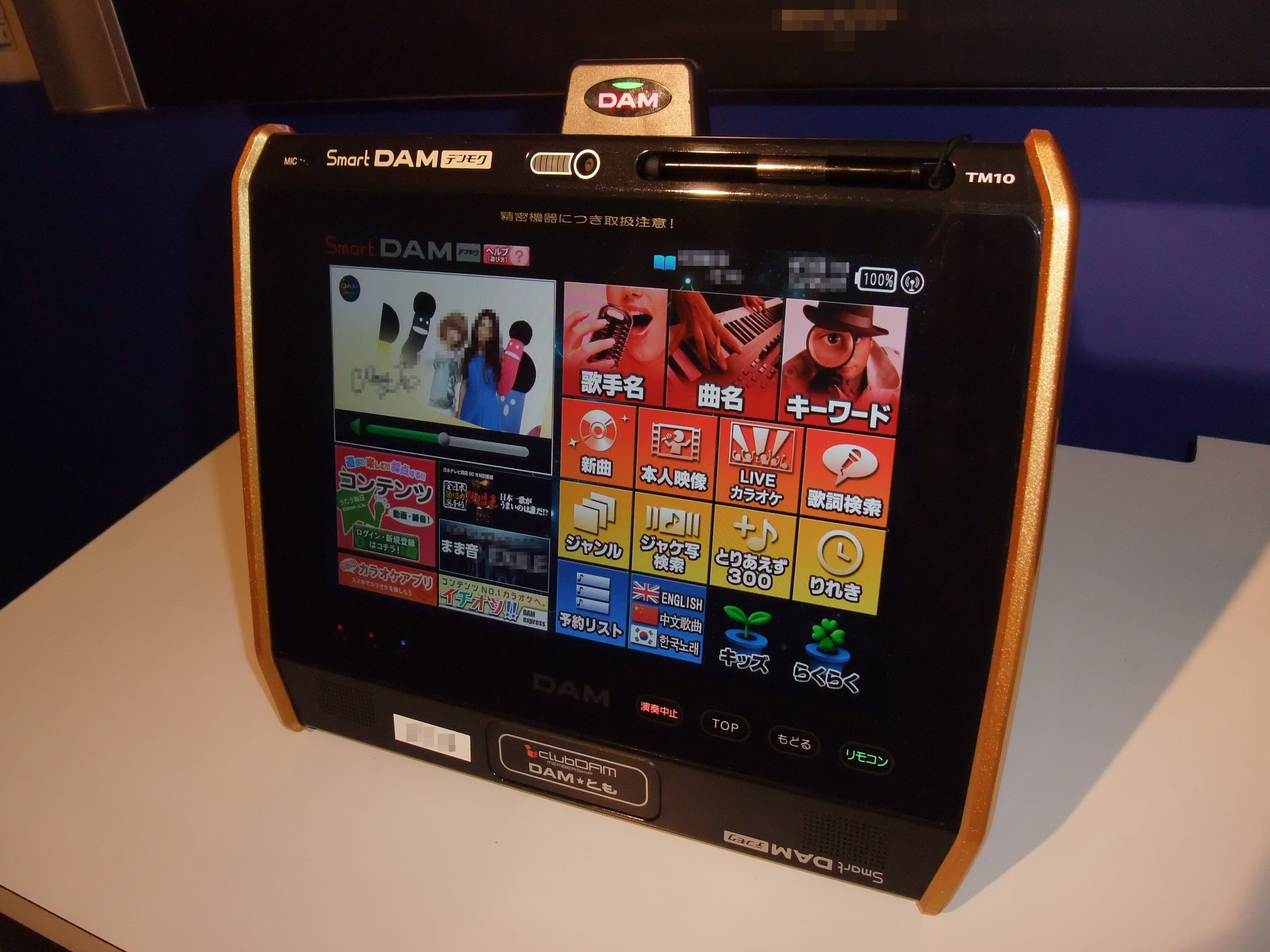
TM10
Smart DAM

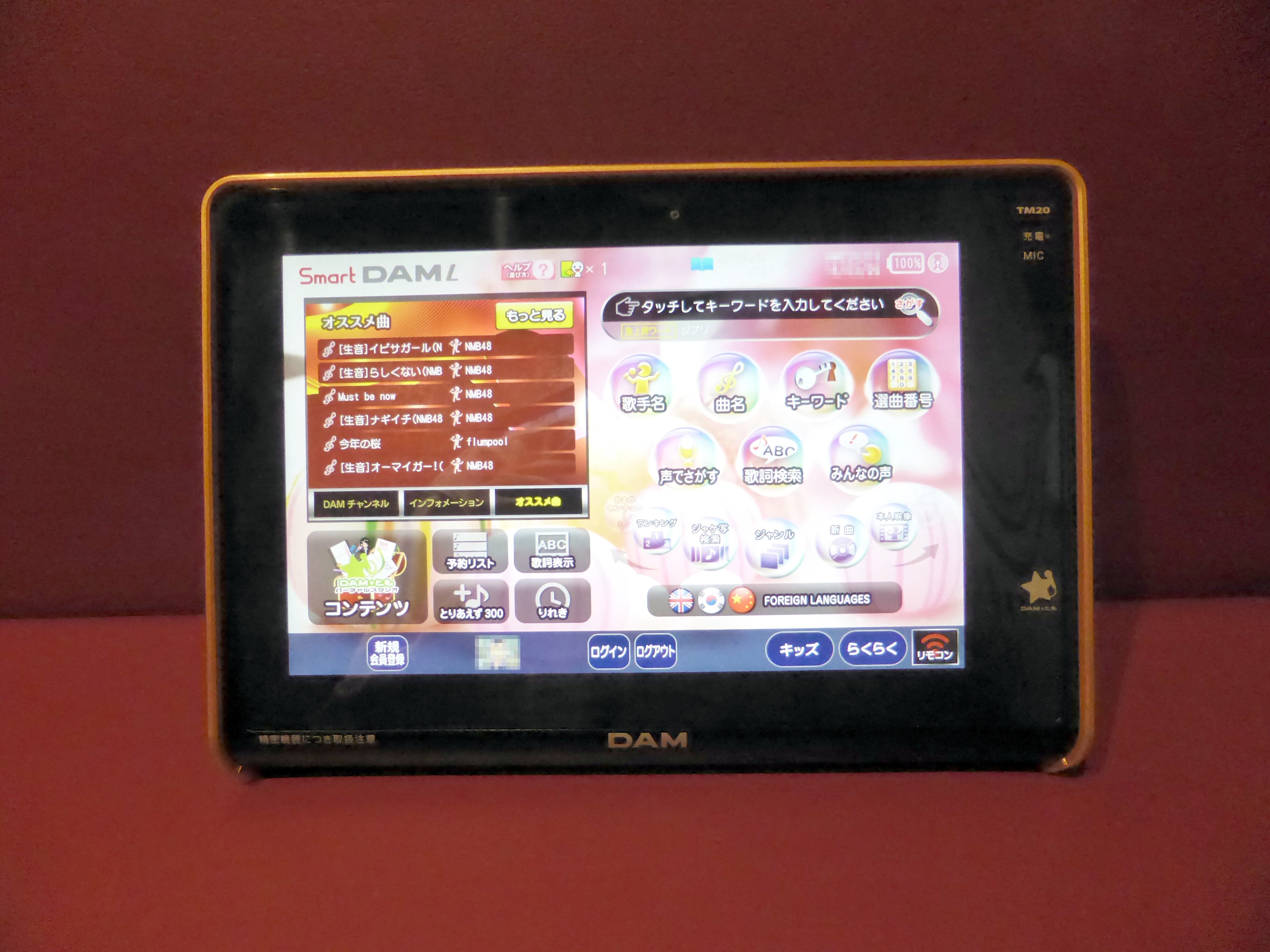
TM20
Smart DAM L

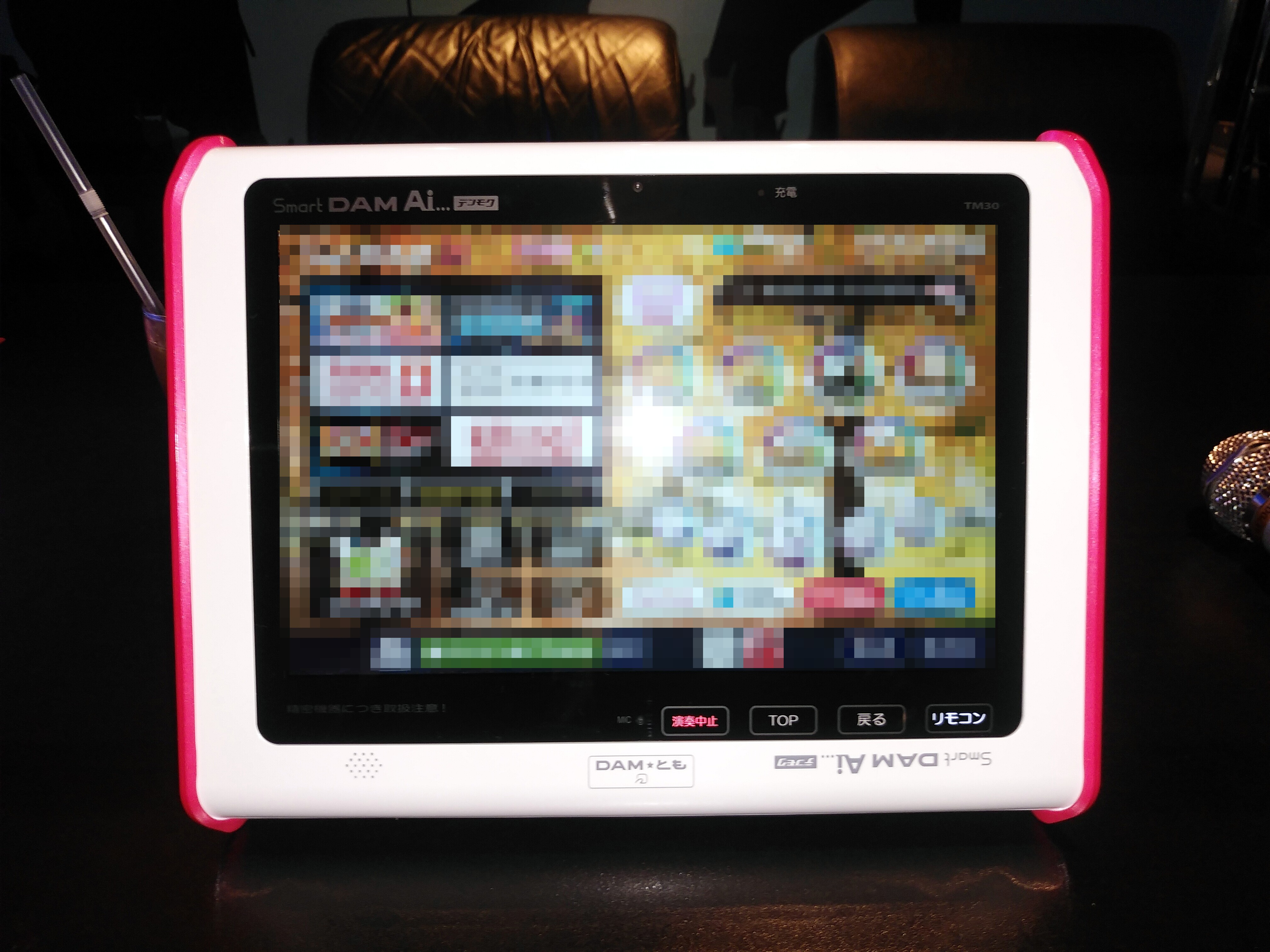
TM30
Smart DAM Ai

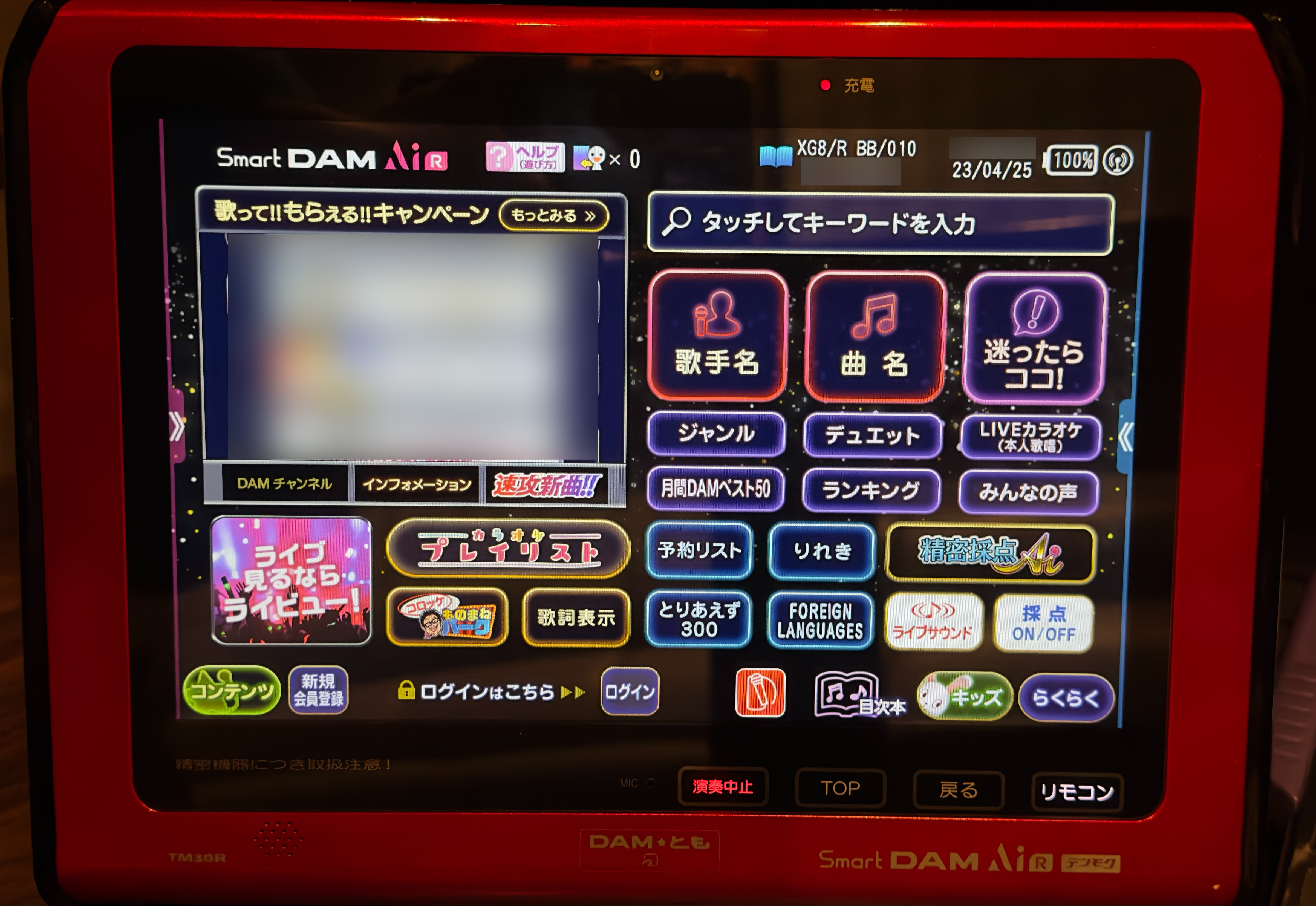
TM30R
Smart DAM AiR

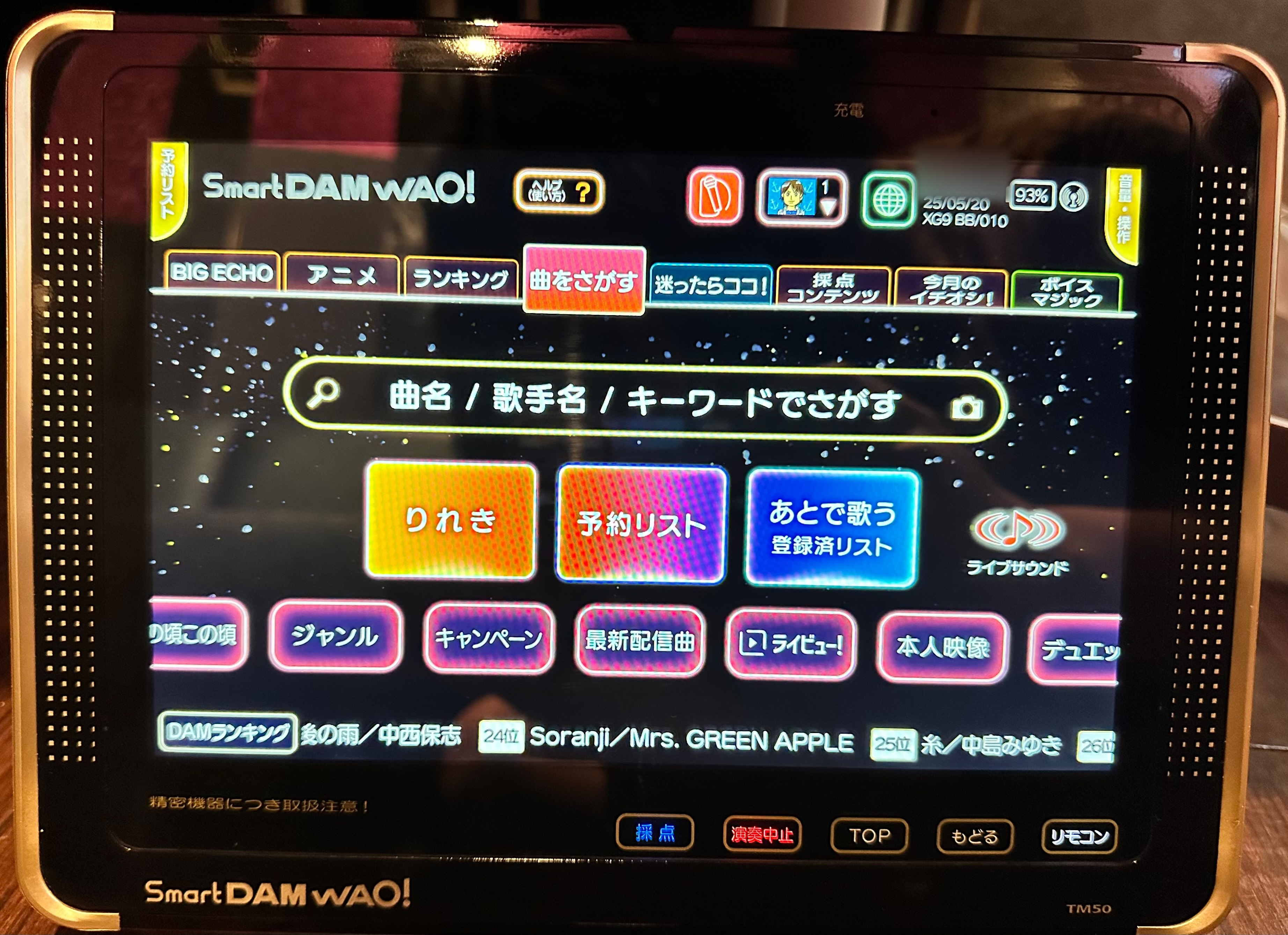
TM50
Smart DAM WAO!

TM10（Smart DAM）

2012年10月17日発売。同時発売された新機種の「LIVE DAM GOLD EDITION」など「LIVE DAM」シリーズに対応。バージョンアップによりDAM-XG1000「Premier DAM」、DAM-G100X「Cyber DAM HD」にも対応。
新たにジャケット写真からの検索機能を追加。「DAM★とも録音」「DAM★とも動画」のSmartDAM単体での再生に対応。バージョンアップにより「EXILE 精密採点DX」にも対応可能。
「DAM★とも」への登録・ログインにICカードが不要となり、IDとパスワードだけでログインできるようになった。デンモクiDSと同様にICカードからのログインにも対応している。
有料コンテンツが2013年3月末で終了し、楽天Edy決済機能は非対応となった。
充電ケーブルがマグネットタイプに改良され、充電中でも使いやすくなった。大きさなどから「DAMステーション」の後継機としても扱われる。
TM20（Smart DAM L）

2015年10月1日発売。「LIVE DAM STADIUM」シリーズ、「LIVE DAM」シリーズ、DAM-G100X「Cyber DAM HD」に完全対応。
前機種のTM10「Smart DAM」より約38.5%軽量化・小型化され、防水性能も向上。
訪日外国人向けにローマ字検索が可能となり、画面上にローマ字歌詞テロップを表示できる機能が搭載。
富士通「ARROWS Tab M555/KA4」を当製品向けにカスタマイズしている。
TM30（Smart DAM Ai）

2019年10月1日発売。「LIVE DAM Ai」、「LIVE DAM STADIUM」シリーズ、「LIVE DAM」シリーズ、「Cyber DAM HD」シリーズに対応。
TM10「Smart DAM」に近いデザインが継承されており、再び端末に演奏中止などのダイレクトキーが搭載されたほか、大型化・重量化されたが、UIはTM20「Smart DAM L」とほぼ同じものを使用。AIによるあいまい検索などを搭載し、入力が誤っていても適切な検索候補が表示可能。
TM30R（Smart DAM AiR）

2023年4月18日発売。「LIVE DAM Ai」、「LIVE DAM STADIUM」シリーズ、「LIVE DAM」シリーズ、「Cyber DAM HD」シリーズに対応。
TM30のマイナーチェンジモデル。抗ウイルス・コーティングを施した。
主な機能に変更点はないが、UIのカラーが変更されたほか、ホーム画面で右端・左端からフリックすることで、演奏履歴・楽曲操作ができるようになった。
TM50（Smart DAM WAO!）

2025年4月18日発売。「LIVE DAM WAO!」、「LIVE DAM Ai」シリーズ、「LIVE DAM STADIUM」シリーズ、「Cyber DAM ＋」、「FREE DAM LIFE」に対応。
キャッチコピーは、「触れるほど、あたらしいワオ。歌いたかった楽曲との、ワクワクする出会いがある。 」であり、曲を探すデンモクから、曲に出会うデンモクと紹介されている。
UIは一新され、画面上部にはタブメニューを搭載し、チェーンによっては店舗タブも用意され、ビッグエコーの場合は「BIG ECHO」と表示される他、求める機能にすばやく切り替えることが可能になった。その他にも、Smart DAM WAO!に搭載されたカメラを使用して撮影したユーザーの顔から年代を特定し、表情などからおすすめの曲を表示する「フェイサーチ」、文字入力の際にフリック入力に対応するなど、より使いやすく進化している。

#### 旧型リモコン
BABY DAM
1990年代後期にビッグエコーなどで入手できたカードサイズの選曲リモコン。選曲・キー変更といった基本操作のほか、20曲分の選曲番号メモリ機能（カナ8文字までタイトル入力可）や電卓機能も搭載しており、操作盤にハローキティの図案が用いられたバージョンも存在した。
旧式リモコン類
デンモク発売前に使用されていた選曲リモコン（DAM-RM64G7・DAM-RM128など）も、旧機種固有の機能ボタンを除いて現行機種の操作に利用可能である。
目次本を参照しての選曲番号入力に慣れ親しんでいる高齢者への配慮や、機器（特に無線関係）の不調時の対処用、デンモク類のリース費低減などのため、現在でも予備的に保存している店舗がある。
演奏停止・採点・キーコン・ガイドといった、使用頻度の高い基本的な操作をコマンダーに近寄ることなく、またデンモクの画面内容を保持しながら素早く行えるため、カラオケボックスに「マイリモコン」として持参し、補助的に用いるユーザーも存在する。デンモクが普及した後はネットオークションで安価に出回っており入手可能である。

#### その他
DAM-DDR
1999年にコナミと提携開発し、Dance Dance Revolutionとカラオケを融合したDAM-G128用周辺機器。「cyber DAM」シリーズにも対応。譜面は楽曲に合わせて自動生成され、ダンスと歌唱力の両方が要求される。2000年にはモードを追加した「DAM-DDR 2nd」がリリースされた。
DAM-JACK
1999年に発売。仮想的な楽器セッションを可能にするDAM-G128用周辺機器。「cyber DAM」シリーズにも対応。ギター型の「GUITAR JACK」と、パーカッション音内蔵のリズムパッド「RHYTHM JACK」の2種類。本物の楽器と違って操作方法に癖があり、ある程度慣れが必要。

### 家庭用カラオケ配信
家庭用ゲーム機やパーソナルコンピュータなど向けに、家庭用の通信カラオケを展開している。いずれも日本国内からのみ利用可能。
「採点カラオケ@DAM」を除き、歌詞ごと動画化したものをストリーミング配信する仕組みであり、一部機種でキーコントロールには対応するものの、テンポの変更やガイドメロディーの音量変更には対応しない仕様である。
2017年12月時点で約13万曲を配信し、毎週約200曲が追加されている。
カラオケ@DAM
パーソナルコンピュータやスマートフォン、タブレット向けに利用できるカラオケ動画配信サービス。キーコントロールや採点機能はないが、幅広い環境で利用可能。
カラオケ@DAM for Xbox One
Xbox One向けに2014年11月18日よりサービス開始。「LIVE DAM」のシステムをベースとし、ハイクオリティな楽曲とフルHD映像を使ったストリーミングカラオケが楽しめるとしている。カラオケアプリは Xbox Games ストアで無料で提供されており、利用チケット（24時間または30日間）をストアから購入して利用できる。サービス開始時点での楽曲数は約10万曲。業務用機種における「精密採点DX」相当の採点ができる「精密採点One」を搭載。Kinectを使った「DAM★とも」サービスの動画撮影に対応。楽曲の選択はコントローラーのほか、スマートフォンなどの携帯端末にSmartGlassをインストールすることによりデンモクとして利用できる。HORIより30日チケットが付属した専用USBマイクが発売されていた（現在は販売終了）。別売りのUSBマイクを利用することができるが、精密採点を利用する際は専用マイクの利用が推奨されている。
カラオケ@DAM for Windows
Windowsを搭載したパーソナルコンピュータやタブレット向けに2016年6月6日よりサービス開始。公式サイトから無料の専用ソフトウェアをダウンロードし、利用チケット（24時間または30日間）を公式サイト経由で購入することで利用できる。「精密採点AI」を搭載。Xbox One 版および PlayStation 4 版向け専用マイクを推奨マイクとしており、精密採点の利用には専用マイクの利用が推奨されている。
カラオケ@DAM for PlayStation 4
PlayStation 4向けに2016年11月25日よりサービス開始。PlayStation Store から無料の専用ソフトをダウンロードし、利用チケット（24時間、30日間または365日間）を購入することで利用できる。サービス開始時点で約12万曲を配信。通常の精密採点のほかに、歌唱の正確さが音楽ゲームのように GREAT, GOOD, OK, BAD の4段階で判定でされ、BAD 判定とならずに「コンボ」を続けることで無限大（1000億点以上）に上がるスコアを全国の利用者とランキング形式で競う「精密採点∞（インフィニティ）」を楽しむことができる。毎週5曲ずつの入れ替わりで、無料（チケット不要）曲が配信されている。HORIよりPS4版専用USBマイクが発売されている。
採点カラオケ@DAM
iPhone、iPad、iPod touchといったiOS搭載機器向けのカラオケアプリ。他機種版とは楽曲の配信方式が異なるため、ガイドボーカルに非対応で配信曲数も少ない（2018年現在約7万曲以上、毎月100曲追加）が、テンポの変更に対応している。全国ランキングに対応した採点機能（「精密採点」ではない）も備える。アプリ内課金での利用権（30日または7日）購入のほか、期間に依存しない5曲分のチケットも購入可能。毎月変わる無料曲、および毎月5曲分のフリーチケット配布により、無料でもカラオケの機能を利用できる。
カラオケ@DAM for スマホ
Android、iPhone、iPadに対応しているカラオケアプリ。いつもの精密採点も使え、スマホにしかない精密採点RB(ランバト)では他のユーザーとランキングで争うこともできる。みんなでカラオケ(カラオケルーム)を使うと他のユーザーと一緒にカラオケを楽しむことができる。(iOSだけ)録音、撮影などもできる。(iOSだけ)
光カラオケBOX+@DAM
光BOX+向けのカラオケ動画配信サービス。採点機能やキーコントロールには対応しない。他機種版よりも廉価な月額料金で利用できる。

## 仕様・特徴
- 曲番号（リクエストNo.）は4桁 - 2桁の組み合わせである。上位4桁は1002から7999までが楽曲、先頭0、8、9は採点ゲームを始めとする各種機能が割り当てられている。

  - 上位4桁は、概ね歌手別に割り当てられている。番号帯が不足しがちになるため、番組限定ユニットやインディーズ系歌手は入曲される見込みのない歌手またはユニットのソロ歌手の番号帯に組み込まれる。そして下2桁と組み合わせて楽曲を指定している。
- 曲と曲の間には、曲名と歌手名の一覧である予約リストが必ず表示される。次に演奏される曲、割り込みで挿入した曲、それ以降5曲の計7曲が表示され、それ以上の場合は他○曲と右下に表示される。なお、一度に予約できるのは20曲までで、それ以上はエラーが出て予約できない。
- 演奏開始後、イラスト調の曲名が中央に、作詞・作曲者名が右下に表示される。この曲名表示はDAMの一番の特徴とも言え、他社が単なる文字で表現されるのとは対照的である。これによりAKB48の非常に長い曲名「鈴懸の木の道で…」等も省略せずに全部表示される。また、本人出演映像やアニメPV・本編使用映像入りの曲が再生される場合、JOYSOUNDやUGAはPV開始時の曲名表示、または黒画面でPV風の歌手名曲名表示がされるのに対し、DAMは通常楽曲と同じスタンスを取っているのが特徴である。
  - またシングルCDのアルバムジャケットに似せた曲名デザインにすることもできるため、「LIVE DAM」発売以降は、楽曲によってはジャケットに似せたデザインにしている。
- 背景映像は「BB cyber DAM」発売時で1900シーン存在したが、「LIVE DAM」でHD画質に撮り直ししたためシーン数は減少している。映像は大半がドラマ風の実写であり、汎用のアニメ映像は「子守唄」のシーンなどごくわずかである。
  - アニメ映像や本人出演映像も「Premier DAM」以降用に再エンコードや再編集している。
- テロップのパートごとの色分けは、原則として男性歌手・声優やボーカルが男性のユニットは青、女性歌手・声優やボーカルが女性のユニットは赤、国歌・市歌・校歌など行政歌や童謡・合唱曲などは緑を原則で使用する。ただし一部例外も存在し、アニメソングやスポーツチームの球団歌などでその例が多い。アニメソングの場合女性声優でもキャラクターの性別が男性の場合に青が使われることがある。また、一部楽曲は同じ歌手/グループで青・赤が混じっていたり、黄色や紫などの珍しい色が使用されることもある。
  - デュエット対応曲のパート色分けは、3人や4人の曲も一部対応している[19]。

## 採点ゲーム
DAMでは「精密採点」をはじめ、多種多様な採点コンテンツを用意している。
独自のカラオケ統合システム「鉄人システム」を採用しているカラオケの鉄人では、機種でDAMも選択できるが、採点方式がDAM標準の採点から「鉄人システム」オリジナル採点へ変更される。ただし2018年から導入開始されたDAM専用ルーム「LIVE DAMルーム」では「鉄人システム」の採点を使用せず、DAM標準の精密採点を使用できるようになった。

### 利用可能な採点ゲーム
「LIVE DAM STADIUM」までに対応している採点は「8000-01」で使用可能。「LIVE DAM STADIUM」から「BB cyber DAM」までの機種で「8000-02」と予約すると、採点を甘めにする機能「接待モード」を使用可能。

#### 通常の採点ゲーム
カラオケ紅白歌合戦
紅白2チームに分かれ、交互に歌って点数を競い合う。DAM-6400シリーズ（ボイスアダプター装着機種）・DAM-G7・Party DAMI/II。
新・カラオケ紅白歌合戦
「カラオケ紅白歌合戦」の強化・置換え版。メニューには「カラオケ紅白歌合戦」と表示される。DAM-G128からPremier DAMシリーズ（DAM-XG1000・1000II）まで対応。今は滅多に見られない。
カラオケ紅白歌合戦（LIVE DAMバージョン）
「新・カラオケ紅白歌合戦」の強化・置換え版。ワイド画面・フルHD表示に対応し、映像表現がより精細になった。1回戦ごとに対戦結果が表示され、歌唱中にも中間結果と相手チームが次に歌う楽曲名が画面上部に表示されるようになった。LIVE DAM（DAM-XG5000）のみ対応。
カラオケトーナメント
カラオケ採点システムでは珍しい加点方式。なお"トーナメント"と称しているが、このゲームは個人間の得点勝負であり、一般的な"トーナメント（勝ち抜き戦）"とは違うので注意。DAM-G128からPremier DAMシリーズまで対応。
カラオケ予備校
楽曲に5段階でレベルが付けられ（A:超上級 B:上級 C:中級 D:初級 E:超初級）、最初と最後に全国平均点を表示、最後に全国順位と偏差値上位が決定する。DAM-6400シリーズ（ボイスアダプター装着機種）・DAM-G7・Party DAMII/III対応。
カラオケハイパー予備校
「カラオケ予備校」の強化版。声量・リズム・音程・キレの4項目を画面右上のグラフでリアルタイムに評価、最後にその曲の全国順位と偏差値上位が決定する。DAM-G128からPremier DAMシリーズまで対応。
カラオケオーディション
審査員3名が声量・リズム・音程を各項目ごとに点数を100点満点で付け、各項目の採点を基にその曲を採点する。DAM-6400シリーズ（ボイスアダプター装着機種）・DAM-G7・Party DAMI/II対応。
カラオケSUPERオーディション
「カラオケオーディション」の強化版。審査員が6名に増え、さらに歌唱中に画面右上で審査員がコメントを発する。DAM-G128対応。
スペースKARAOKEオーディション
「カラオケSUPERオーディション」の強化版。6名の審査員が宇宙人で、採点結果によって異なる出場ステージが表示される。DAM-G50（cyber DAM）からPremier DAMシリーズまでのデイ市場向けモデル（設定）対応。
カラオケSUPERオーディション2
「カラオケSUPERオーディション」の強化版。画面が『club KARAOKE』として豪華になっている以外の、採点基準等の差異は不明。DAM-G50からPremier DAMシリーズまでのナイト市場向けモデル（設定）対応。
採点ゲーム
対応機種から「カラオケオーディション」の強化版と思われる。司会者が審査員に加点をねだる「おねだりモード」搭載。DAM-G30シリーズ・Party DAMIII対応。
The うたれん
名称通り、練習向けの採点ゲーム。
音程がずれていると判定されると、音程のずれ幅に応じて歌詞テロップ中の該当部分に「×（赤）」や「！（赤・黄）」のマークが付く。また、画面上部には「採点メーター」という曲全体を約30個に区切ったバーが常に表示され、テロップに赤い「×」「！」が付いたエリアは赤色、黄色の「！」だけのエリアは緑色で塗られ、マークが全く付かない（完璧に歌えた）エリアには緑色の中に白い「★」マークが表示される。間奏等歌唱すべき部分がないエリアは灰色で表示される。結果表示画面には、得点と3色4種（赤・緑・緑+★・灰）で埋まった採点メーターが表示される。
練習向けということで、苦手なエリアを繰り返し練習出来るように早送り・巻戻しに対応。採点メーターが赤のエリアまで巻き戻して歌い直し、その結果赤マークがなくなれば、そのエリアの色は赤から緑（または緑+★）に変わる。早送り・巻戻しを使用すると採点メーター右下のカウンターが1ずつ増えるが、得点にはまったく影響しない。難易度はEASY/NORMAL/HARDの3段階を選択可能で、難易度が上がるほど音程ずれの判定は厳しくなる。DAM-G50II (NEW cyber DAM) からPremier DAMシリーズまで対応。
精密採点・精密採点II・精密採点DX・精密採点DX-G・精密採点Ai・精密採点Ai Heart
現行の精密採点（精密採点DX以降）においては、モニター上に音程ガイドが表示されるほか、しゃくり、ビブラート、こぶし、フォール（精密採点Ai Heartではアクセント、ハンマリングが加わり6種類の表現技法）の回数が表示される機能が搭載されている。対応機種について、精密採点は「BB cyber DAM」、「Premier DAM」。精密採点IIは「Premier DAM」、「CYBER  DAM α」。精密採点DXは「LIVE DAM」。精密採点DX-Gは「LIVE DAM STADIUM」、「LIVE  DAM Ai」。精密採点Aiは「LIVE DAM Ai」。精密採点Ai Heartは「LIVE DAM WAO!」となっている。
完唱!歌いきりまショー!!
審査員が要求する歌唱技術（音程・リズム感など）を駆使して、フルコーラス完唱を目指すゲーム。
歌唱開始前に、全10名のキャラクターの中から無作為に審査員が3名選ばれる。歌唱中は、画面右上部に「完唱タイマー」という自分の持ち時間を表示するタイマーが表示される。最初の持ち時間は20秒で、タイマーは1秒毎に1ずつ減っていくが、随所にある評価ポイント（地点）において審査員または司会者から良い評価をもらうことで、タイマーの数字が増えて持ち時間が延びる。持ち時間が5以下になるとタイマーの背景が時計から爆弾に変わり、0になると演奏が強制終了され「完唱失敗」となり即ゲームオーバーとなる。タイマーを0にすることなく、歌唱すべき部分を最後まで歌いきれば「完唱成功」となりクリアとなる。
結果表示画面には、挑戦した曲のリクエスト番号・曲名・歌手名、自分の歌唱時間、完唱率（フルコーラスの演奏時間と自分の歌唱時間から算出、百分率（1%単位の整数・完唱成功は100%）とグラフで表示）、完唱率に応じた完唱評価（80%以上：たいへんよくできました、60-79%：よくできました、40-59%：まぁまぁです、20-39%：がんばりましょう、19%以下：もっとがんばりましょうの計5種類）、審査員3名のコメントが表示される。
LIVE DAMバージョンはワイド画面・フルHD表示に対応し、アニメーションや演出がより精細になった。また評価基準が非常に厳しい「激辛」バージョンが追加された。
Premier DAMシリーズ・LIVE DAMシリーズ・CYBER DAM α(DAM-G50X)に対応。またPremier DAMシリーズとLIVE DAMでは、DAM-DSシリーズ（DAMステーション）もしくはCM-1000DK・2000（デンモクiD）に「club DAM MEMBERSカード」もしくは「club DAM MEMBERSアプリ」設定済みのおサイフケータイを指定位置にかざしてログインすれば、結果を保存して後からDAMステーション・デンモクiD・公式サイト「clubDAM.com」から閲覧出来る。
美川憲一のアンタ、歌えんの!?
演歌歌手の美川憲一をフィーチャーしたゲーム。
歌唱中はリアルタイムに歌唱力が評価され、評価によって美川が様々なコメントを発する。また良い評価が続くと美川が様々なキャラクターに変身するが、逆に悪い評価が続いて美川の機嫌が一定以上悪くなると「終わり!」と宣告され強制終了となる。歌唱終了（強制終了含む）後は、歌唱全体の評価に応じて美川がコメントを発する。強制終了なしで歌唱すべき部分を最後まで歌いきり、なおかつ多くの変身キャラクターを表示させた場合、特別映像が再生されることがある。
LIVE DAMシリーズのみ対応。
YOUR STORY〜あなたの歌が物語を決める〜
歌唱力によって背景映像のストーリーが分岐していくゲーム。
歌唱開始前に映像のテーマを「ヒーロー（アクション風）」「バラエティ（コメディー風）」「ドラマ（恋愛ドラマ風）」の3種類から選択する。歌唱中は随所にある評価ポイントで歌唱力が評価され、良い評価でポジティブな映像（勝利・ハッピー等）、逆に悪い評価でネガティブな映像（敗北・ピンチ等）へと分岐する。そして歌唱終了後、評価に応じたエンディング映像が流れて完結する（良評価多めでハッピーエンド・悪評価多めでバッドエンド）。
LIVE DAMシリーズのみ対応。
シンプル採点
採点と評価に徹した採点ゲーム。
歌唱開始前に「完唱!歌いきりまショー!!」と同じ10名のキャラクターの中から無作為に1名が選ばれ、歌唱中に画面右上部で様々なコメントを発する。結果表示画面には得点（整数）とキャラクターの評価コメントが表示される。雰囲気はカラオケSUPERオーディションとその強化版に近い。
LIVE DAMシリーズのみ対応。
名探偵コナンなぞときカラオケ
『名探偵コナン』とのコラボレーション。
歌唱開始前に、無作為にキャラクター1名が選ばれ、メーターが出る。評価が良いとメーターが右側に上昇し、右側が満タンになると通常とは違うムービーとなる。逆に、評価が悪いと左側のメーターが溜まる。歌唱終了後得点が整数で表示された後に謎解きクイズ（初級：シルエットクイズ 上級：反転時計クイズ）が出題され、正解すれば記念撮影ができる。
LIVE DAMシリーズのみ対応。
ONE PIECE採点 カラオケ王におれはなる!
『ONE PIECE』とのコラボレーション。
歌唱中は無作為に麦わらの一味1名が選ばれ、声入りで声援してくれる。ONE PIECEの楽曲以外でも良い。歌唱終了後は評価される。
LIVE DAM STADIUMのみ対応。2025年3月31日をもってサービス廃止予定。
バラエティカラオケ 〜みんなでお題をクリア!〜
採点コンテンツを使用するため、実力が問われる「歌うまコース」と楽しみながらお題をクリアできる「おもしろコース」の2種類がある。
LIVE DAM STADIUMのみ対応。

#### ランキングバトル
- 第一興商のカラオケ会員組織「club DAM MEMBERSHIP」向けのブロードバンド環境を駆使した全国採点で、（採点に対応した）曲毎に全国順位を競い合う。『ランバト』と略されることも多い。自分の得点や現在の順位は、PCや携帯電話から公式サイト「clubDAM.com」にアクセスすることでリアルタイムに確認出来る（「DAM★とも」で結果を公開することも可能）。なお、ランキングデータは毎月1日午前0時頃にリセット（消去）され、リセット後に前月の成績を参照することは出来ない。
- 歌唱中は画面右上部に「ランキング速報」としてリアルタイムに順位変動が表示される。まず始めに歌唱開始時点での参加者数とベスト3が表示され、その後からランキング速報が表示される。変動単位は10位以内は1位単位、11位 - 100位は5位単位、101位 - 1000位は10位単位、1001位以下は100位単位で上下変動。順位が大幅に変動した場合は「一気に50位以上UP(DOWN)」と表示される。ベスト3の得点を超えると「（該当順位者のニックネーム）を抜いて*位！」と表示される。曲のラストになると、その時点における1位（101位以内・102位以下の場合は100位から100位毎）までの点差と1ランク上位までの点差が表示される（2008年4月追加。この時点で1位の場合は2位との得点差を表示）。歌唱開始時点で歌った曲のランキングバトル参加者が少なく、ベスト3が埋まっていない場合は、ベスト3紹介後に「*位以内確定」と表示される。また、歌唱開始時点で参加者がいない（0人）の場合は「1位確定」と表示され、ランキング速報の代わりに「このままゲームを続行して高得点を目指して下さい」というメッセージとランキングバトルのロゴが交互に表示される。
- LIVE DAMでは表示仕様が大幅に変更となった。演奏中におけるランキング順位が11位以下も1位単位で上下変動するようになった。また従来歌唱中の点数表示は一切行われていなかったが開始直後のベスト3紹介が終わりかつ1/3程度演奏が終わった段階で順位の下部に緑背景で点数が表示される。そのため演奏終盤における上位組との点数差表示では省略された。また、1位の時を除き数秒おきに1ランク上位までの点差と交互に表示され、その度に点数が更新される。また、シダックスでは採点の点数の累計値をもとに店内およびシダックス全店舗のランキングが同時に行われ、歌唱中に左上に店舗内上位3位の名前と累計点数が、通常の採点結果の後にランキング順位と累計点数が表示される。
- 結果表示画面では、まず画面上半分に自分のニックネーム（DAMステーションまたはデンモクiDから設定）・画像（DAMステーションまたはデンモクiDから設定。プリセットされたイラストやDAMステーションの内蔵カメラで撮影した写真を表示可能で、未設定の場合は"No Photo"となる）・得点（小数点以下3桁）・全国順位（自分の順位/参加者数・10000位以内）を表示。そして画面下半分には、その曲の全国ベスト3の登録名・登録都道府県名（秘匿可）・年齢（変更・秘匿可）・得点が表示される。自分がベスト3にランクインした場合は、自分の登録名の列が緑色で強調表示される。オプションのプリンタが接続されていれば、別途有料（300円・Edy決済）で歌唱結果を印刷出来る。
- 2008年2月分までは、101位以下の得点・順位はclubDAM.comに記録されなかったが、同年3月分からは後述の「課題曲ランキングバトル」と同様に、101位以下であっても上位10000位まで記録されるようになった。3月時点ではclubDAM.comサーバー上のみの対応で、ランキング速報や結果表示画面は未対応だったが、翌4月に実施されたシステム強化によって完全対応した。
- ブロードバンド回線に接続したDAM-G100シリーズ以降（BB cyber DAM・BB対応G70含む）に加えて、DAMステーションまたはデンモクiDが必要。またclubDAM.comへ得点を記録するためには、「club DAM MEMBERSカード」もしくは「club DAM MEMBERSアプリ」設定済みのおサイフケータイによるログインが必要。会員でなくともゲストとして参加出来るが、得点は記録されない。
- JOYSOUNDの「全国採点ONLINE」も含めて、このコンテンツで常に上位をキープしている人のことは「トップランバトラー」と呼ばれており、その多くはmixiなどのSNSに入会しコミュニティを形成している。

### 過去に存在した採点ゲーム
カラオケバトル
二人で同じ曲を同時に歌い得点を競う。DAM-6400シリーズ（ボイスアダプター装着機種）・DAM-G7対応だった。
カラリンピック
通常の採点ゲームだが、途中でテンポやキーが変わり歌い難くなる。DAM-6400シリーズ（ボイスアダプター装着機種）・DAM-G7対応だった。
終了時期は不明だが、両機種の配信寿命を延ばすために終了したとみられる。
歌唱戦士ガンダムSEED SCORE（Edy決済で100円1回又は500円6回）
『機動戦士ガンダムSEED』をモチーフにした採点ゲーム。ガンダム関係の曲に限らず、採点対応曲ならどの曲でも参加可。歌唱終了後、歌唱戦士の称号（得点によって10段階）と特典画像（Lv.1：モビルスーツ、Lv.2：キャラクター、Lv.3：エンディングコメントの3種。2008年12月より）が与えられる。プリンタが接続されていれば、別途Edy決済で300円を払い結果を印刷可。
2007年10月から2008年3月まで「SEED編」、同年4月から10月まで「DESTINY編」を展開。同年12月からは（11月は休止）両者を統合しリニューアル、特典画像の収集が主なミッションとなった。また統合リニューアルを機にこれまで歌唱戦士の各称号1位（計10名）にプレゼントされていたオリジナルグッズは廃止され、代わりに各レベルの特典画像を全て揃えた（コンプリートした）会員全員に「ミッション遂行証明書（シリアル番号付・Lv.2の証明書は全19種類）」が会員登録住所に郵送される。
ブロードバンド回線に接続したDAM-G100シリーズ以降（BB対応G70含む）に加えて、DAM-DSII（DAMステーションII）が必要（初代DAMステーションとデンモクiDは不可）。また「club DAM MEMBERSカード」もしくは「club DAM MEMBERSアプリ」設定済みのおサイフケータイによるログインが必須。
2010年3月31日サービス終了。なお、100.000点満点に与えられる称号『スーパーコーディネイター』の獲得者は、サービス開始から終了（2007年10月-2010年3月）までの間で僅か1名だった（2008年4月4日獲得）。
課題曲ランキングバトル
有料、1回100円。Edy決済で支払う。
毎月変わる課題曲を歌って全国順位を競い合う。月末の確定順位によってオリジナルグッズが当たる（1・2・3・10・50・100・150・200・250・300位の計10名）。オプションのプリンタが接続されていれば、別途Edy決済で300円を払い結果を印刷可。
2007年11月分までは「clubDAM.com」に記録されるのは上位100位までだったが、2007年12月以降は上位10000位まで記録されるようになった。
ブロードバンド回線に接続したDAM-G100シリーズ以降（BB対応G70含む）に加えて、DAMステーションまたはデンモクiDS(CM2000)が必要（Edy決済を伴うためデンモクiDは不可）。また「club DAM MEMBERSカード」もしくは「club DAM MEMBERSアプリ」設定済みのおサイフケータイによるログインが必須。
2013年3月31日、有料コンテンツの終了に伴いサービス終了。
みんなでランキングバトル（有料・1人100円をEdy決済）
同じDAMステーションでログインしEdy決済を完了した会員同士で得点・順位を競い合う。前述2つのランキングバトルが"オンライン"なのに対して、こちらは"ローカル"なランキングバトルといえる。オプションのプリンタが接続されていれば、別途Edy決済で300円を払い各個人の結果や参加者全員のランキングを印刷可。
ブロードバンド回線に接続したDAM-G100シリーズ以降（BB対応G70含む）に加えて、DAMステーションまたはデンモクiDSが必要（デンモクiDは不可）。また「club DAM MEMBERSカード」もしくは「club DAM MEMBERSアプリ」設定済みのおサイフケータイによるログインが必須だった。
2013年3月31日、有料コンテンツの終了に伴いサービス終了。

## SNS・番組
- DAM★とも - DAMと連動したSNS。マイページとして好きな楽曲やアーティストを登録できるほか、DAMで歌った動画を投稿するなどして交流することもできる。
- DAMチャンネル - DAMで楽曲を演奏していない間に放映されている音楽番組。菊川怜、きゃりーぱみゅぱみゅ、マギー、高橋みなみらが司会を務めている。
- JCOMオンデマンド - カラオケ機能はDAMを使用している。

### ラジオ番組
- 歌スタ!! - 日本テレビ系で2005年4月から2010年3月まで放送されていたオーディション番組。ブロードバンド対応DAMとDAMステーションからもオーディションに参加することができた。
- High on Music - TOKYO FMとOSAKA FMで放送されていた、DAM提供の音楽番組。2007年4月に放送開始、2008年4月に『Premier DAM Re:muzik』にリニューアルされ、2009年3月まで放送されていた。
- 爆笑問題の日曜サンデー - TBSラジオで放送されているワイド番組。DAMの選曲リクエストデータを基にさまざまなテーマや条件によるランキングを発表する「サンデー・カラオケベスト10」というコーナーがある。
- MTV×DAM WANNASING KARAOKEE CHART TOP40 - MTVジャパンで放送されているカラオケランキング番組。
- LIVE DAM Ai presents ANISON INSTITUTE 神ラボ![23]
2019年10月4日から文化放送で放送開始[24][25]。
「LIVE DAM Ai」シリーズを普及させるため、アニメ・ゲーム・声優などの音楽に関するラジオ番組を放送する。コンセプトとして番組自体を「研究所」として、パーソナリティの冨田明宏が「主任研究員」、サブパーソナリティーの岡咲美保が「研究員見習い」となり、様々なアニソン・ゲームとか声優や声優とレーベルや作詞作曲など視点、音楽の魅力を分析・追究していく。さらに研究所の「名誉所長」として、水樹奈々や宮野真守その他声優アーティストの楽曲を手掛けてきた音楽クリエーターチーム「Elements Garden」の代表を務める上松範康が（ほぼ毎回インタビュー出演）参加する。
2020年11月20日の第60回放送で、岡咲美保の誕生日企画と共に「研究員見習い」から「新人研究員」になる。
2020年12月18日、公式に過去回の9月25日、10月2日、10月9日、12月18日、12月25日、2021年1月1日放送以降がアーカイブとされた[26]。また、番組内で放送されたものや話が収まらないことを、冨田明宏シリーズとして「【神ラボ】Tomita's Eye」、上松範康シリーズとして「【神ラボ】上松範康名誉所長の研究」で個別化し動画にしている。
- 2022年秋の番組改編期において、月曜 0:30 - 1:00 （日曜深夜）への放送時間移動を機に第156回にて、DAM運営側からパーソナリティーにオリジナル名刺をそれぞれの役職と名前入りを作られた。
名刺にはDAM アニメ部、監督「冨田明宏」として、マネージャー「岡咲美保」としてそれぞれに送られた。[27]
なお、2023年4月24日放送（23日深夜）からは同月18日より新商品「LIVE DAM AiR」発売に伴い『LIVE DAM AiR presents ANISON INSTITUTE 神ラボ!』、2024年4月8日放送(7日深夜)よりLIVE DAM AiR presentsの冠がなくなり『ANISON INSTITUTE 神ラボ!』へ番組名が改題された。

## カラオケランキング
- 年間ランキング：楽曲1位[28]
  - 1994年：innocent world/Mr.Children
  - 1995年：ズルい女/シャ乱Q
  - 1996年：I'm proud/華原朋美
  - 1997年：CAN YOU CELEBRATE?/安室奈美恵
  - 1998年：White Love/SPEED
  - 1999年：Automatic/宇多田ヒカル
  - 2000年：TSUNAMI/サザンオールスターズ
  - 2001年：fragile/Every Little Thing
  - 2002年：小さな恋のうた/MONGOL800
  - 2003年：世界に一つだけの花/SMAP
  - 2004年：世界に一つだけの花/SMAP
  - 2005年：花/ORANGE RANGE
  - 2006年：青春アミーゴ/修二と彰
  - 2007年：三日月/絢香
  - 2008年：キセキ/GReeeeN
  - 2009年：キセキ/GReeeeN
  - 2010年：また君に恋してる/坂本冬美
  - 2011年：ヘビーローテーション/AKB48
  - 2012年：ヘビーローテーション/AKB48
  - 2013年：女々しくて/ゴールデンボンバー
  - 2014年：Let It Go〜ありのままで〜/松たか子
  - 2015年：R.Y.U.S.E.I./三代目 J SOUL BROTHERS from EXILE TRIBE
  - 2016年：海の声/浦島太郎（桐谷健太）
  - 2017年：恋/星野源
  - 2018年：Lemon/米津玄師
  - 2019年：Lemon/米津玄師
  - 2020年：Pretender/Official髭男dism
  - 2021年：ドライフラワー/優里
  - 2022年：ドライフラワー/優里

- 年間ランキング：アーティスト1位[29][30]
  - 2000年：浜崎あゆみ
  - 2001年：浜崎あゆみ
  - 2002年：浜崎あゆみ
  - 2003年：浜崎あゆみ
  - 2004年：浜崎あゆみ
  - 2005年：浜崎あゆみ
  - 2006年：倖田來未
  - 2007年：倖田來未
  - 2008年：EXILE
  - 2009年：EXILE
  - 2010年：EXILE
  - 2011年：AKB48
  - 2012年：EXILE
  - 2013年：EXILE
  - 2014年：EXILE
  - 2015年：三代目 J SOUL BROTHERS from EXILE TRIBE
  - 2016年：back number
  - 2017年：RADWIMPS
  - 2018年：米津玄師
  - 2019年：米津玄師
  - 2020年：Official髭男dism
  - 2021年：優里
  - 2022年：優里